# Río Misuri
El Misuri (en inglés Missouri River, que deriva de la tribu de los misuris y significa «gente con canoas de madera») es el río más largo de Norteamérica. Fluye por el norte de Estados Unidos en dirección sureste a través de siete estados —Montana, Dakota del Norte, Dakota del Sur, Nebraska, Iowa, Kansas y Misuri— hasta desaguar en el río Misisipi, del que es su principal afluente, muy cerca de la ciudad de San Luis. Tiene una longitud de 4090 km, pero si se considera el sistema Misisipi-Misuri, alcanza los 6275 km, lo que lo sitúa como el cuarto más largo del mundo, tras los ríos Amazonas, Nilo y Yangtsé.
Drena una cuenca de 2 980 000 km², la sexta mayor del mundo, poco poblada y de clima semiárido que incluye parte de diez estados de los Estados Unidos y de dos provincias canadienses. Las principales ciudades que atraviesa el Misuri son Great Falls, Bismarck, Sioux City, Omaha y Kansas City.
Desde hace más de 12 000 años, muchas personas han dependido del Misuri y sus afluentes como fuente de sustento y transporte. Más de diez grandes grupos de nativos americanos poblaron su cuenca, en su mayoría con un estilo de vida nómada, que dependían de las enormes manadas de bisontes que una vez vagaron a través de las Grandes Llanuras. Los primeros europeos encontraron el río a finales del siglo XVII: fue descubierto por el explorador francés Étienne de Veniard. La región pasó por manos españolas y francesas antes de convertirse en parte de los Estados Unidos, tras la compra de la Luisiana. Durante mucho tiempo se creyó que este río podría ser parte del Paso del Noroeste —una vía de agua que enlazaría el Atlántico y el Pacífico—, pero cuando la expedición de Lewis y Clark logró recorrerlo por vez primera en toda su longitud (1805), se confirmó que esa mítica vía por el interior del continente no era más que una leyenda. 
Durante el siglo XIX, el Misuri fue una de las principales vías para la expansión hacia el Lejano Oeste. A principios de 1800, el crecimiento del comercio de la piel causó que los tramperos exploraran la región y abrieran nuevos caminos. A partir de la década de 1830, los pioneros se dirigieron en masa al oeste, primero en carromatos, y luego en el creciente número de barcos de vapor que empezaron a operar en el río. Las antiguas tierras de los nativos en la cuenca fueron tomadas por los colonos, lo que llevó a algunas de las guerras más largas y violentas contra los pueblos nativos en la historia estadounidense.
Durante el siglo XX, la cuenca del Misuri se desarrolló ampliamente para el riego, el control de inundaciones y la generación de energía hidroeléctrica. Quince presas embalsaron el curso principal del río, con cientos más en sus afluentes. Los meandros se redujeron y el río se canalizó para mejorar la navegación, reduciendo su longitud en más de 320 km. Aunque la parte baja del valle del río Misuri es ahora una región agrícola e industrial, poblada y altamente productiva, el fuerte desarrollo se ha cobrado su precio en las poblaciones de fauna y peces, así como en la calidad de las aguas.
Varios tramos del Misuri han sido declarados como río salvaje y paisajístico nacional: el 12 de octubre de 1976 un largo tramo de 239,8 km, en Montana; el 10 de noviembre de 1978, otro tramo de 95 km, entre Nebraska y Dakota del Sur; y el 24 de mayo de 1991, un último tramo de 62,7 km, también entre Nebraska y Dakota del Sur.

## Curso

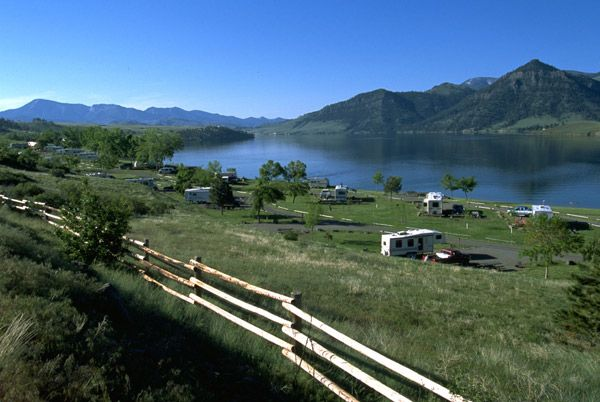
El lago Holter, un embalse en el alto Misuri

Tres son las corrientes que corren por las laderas de las montañas Rocosas de Montana y Wyoming para formar las cabeceras del río Misuri, los ríos Jefferson, Madison y Gallatin. La más larga comienza cerca de Brower's Spring, a 2800 m sobre el nivel del mar, en la ladera sureste del monte Jefferson en las montañas Centennial. Fluye primero al oeste y luego al norte, corriendo primero en el arroyo Hell Roaring, luego hacia el oeste en el río Red Rock; se vuelve al noreste hasta convertirse en el Beaverhead, que finalmente se une con el Big Hole para formar el río Jefferson. El río Firehole se origina en el lago Madison, en el parque nacional de Yellowstone, en Wyoming, y se une con el río Gibbon para formar el río Madison, mientras que el río Gallatin nace en el lago Gallatin, también en el parque nacional. Estos dos ríos fluyen luego hacia el norte y noroeste en el estado de Montana.
El río Misuri comienza oficialmente en la confluencia del Jefferson y del Madison en el parque estatal Missouri Headwaters, cerca de Three Forks (Montana), y luego se le une el Gallatin a apenas 1,5 km aguas abajo del nacimiento. El Misuri pasa luego a través del lago Canyon Ferry, un embalse situado al oeste de las montañas Big Belt. Sale de las montañas cerca de la localidad de Cascade y fluye hacia el noreste hasta la ciudad de Great Falls, donde cae sobre las Great Falls of the Missouri, una serie de cinco importantes cataratas. A continuación corre en dirección este a través de una pintoresca región de cañones y tierras bajas conocida como Missouri Breaks [Saltos del Misuri], tramo en el que recibe al río Marías (de 328 km), que llega desde el oeste, y luego se ensancha en el embalse del lago Fort Peck a pocos kilómetros por encima de la confluencia con el río Musselshell (de 550 km). Más adelante, el río pasa a través de la presa de Fort Peck, e inmediatamente aguas abajo, recibe al río Milk (1170 km) que se le une llegando desde el norte.
Fluyendo hacia el este a través de las llanuras del este de Montana, el Misuri recibe al río Poplar (269 km), procedente del norte, antes de atravesar la frontera estatal y entrar en Dakota del Norte, donde el río Yellowstone, su mayor afluente por caudal, se le une desde el suroeste. En la confluencia de ambos ríos, el Yellowstone es en realidad el río más caudaloso. El Misuri serpentea luego hacia el este más allá de Williston y llega a la cola del gran lago Sakakawea, un embalse artificial formado por la gran presa Garrison. Aguas abajo de la presa, el Misuri recibe luego al río Knife, que le aborda desde el oeste, y fluye hacia el sur hasta Bismarck, la capital de Dakota del Norte, donde se le une el río Heart, que le aborda desde el oeste. Se ralentiza luego el Misuri en el embalse del lago Oahe justo antes de la confluencia con el río Cannonball. Mientras continúa hacia el sur, llega finalmente a la presa Oahe, ya en Dakota del Sur, donde se le unen los ríos Grand, Moreau y Cheyenne, todos llegando desde el oeste.
El Misuri describe a continuación una amplia curva hacia el sureste, y serpentea a través de las Grandes Llanuras, recibiendo al río Niobrara y muchos pequeños afluentes desde el suroeste. Seguidamente procede a formar la frontera entre Dakota del Sur y Nebraska, y a continuación, después de haber recibido al río James por el norte, forma el límite entre los estados de Iowa y Nebraska. En Sioux City el río Big Sioux viene desde el norte. El Misuri fluye hacia el sur hasta llegar a la ciudad de Omaha donde recibe a su afluente más largo, el río Platte, que llega desde el oeste. Aguas abajo, el Misuri marca la frontera entre Nebraska y Misuri, luego fluye entre Misuri y Kansas. El río Misuri se balancea hacia el este en Kansas City (145 786 hab.), donde recibe al río Kansas desde el oeste, y así sucesivamente en el centro norte de Misuri. Pasa al sur de Columbia y recibe a los ríos Osage y Gasconade desde el sur aguas abajo de Jefferson City. El río entonces rodea el lado norte de la gran ciudad de San Luis para unirse al río Misisipí en la frontera entre Misuri e Illinois.

### Comunidades a lo largo del río
Muchas de las comunidades a lo largo del río Misisipi se enumeran a continuación; la mayoría tienen un significado histórico o tradición cultural que las relaciona con el río. Están secuenciados desde el nacimiento del río hasta su final y los habitantes corresponden todos la Censo de 2010.

## Cuenca
| Solo hay un río con una personalidad, un sentido del humor y el capricho de una mujer; un río que va viajando de lado, que interfiere en la política, reorganiza la geografía y salpica en el sector inmobiliario; un río que juega a las escondidas con ustedes hoy y mañana te sigue como un perro con una galleta de dinamita atada a su cola. Ese río es el Misuri. George Fitch |

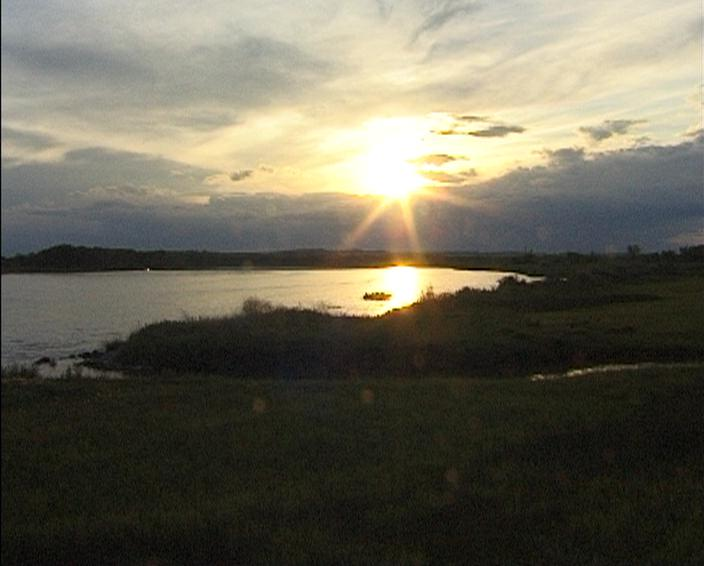
El Misuri en Dakota del Norte, que fue el lugar más alejado aguas arriba al que los exploradores franceses lograron llegar.

Con una cuenca hidrográfica de 1 371 000 km², el Misuri drena casi una sexta parte de los Estados Unidos, o poco más del 5% de América del Norte. Comparable en tamaño con la provincia canadiense de Quebec, la cuenca comprende la mayor parte de las Grandes Llanuras centrales, extendiéndose desde las montañas Rocosas, en el oeste, hasta el valle del río Misisipí, en el este, y hacia el extremo sur del oeste de Canadá hasta la frontera de la cuenca del río Arkansas. En comparación con el río Misisipí por encima de su confluencia, el Misuri es dos veces más largo y drena un área tres veces mayor. El Misuri representa el 45% del caudal anual del Misisipí pasada la ciudad de San Luis, y hasta un 70% en época de ciertas sequías.
En 1990, vivían en la cuenca del Misuri cerca de 12 millones de personas, casi toda la población del estado de Nebraska, parte de la de los estados de Colorado, Iowa, Kansas, Minnesota, Misuri, Montana, Dakota del Norte, Dakota del Sur y Wyoming, y pequeñas porciones de la de las provincias del sur canadiense de Alberta y Saskatchewan. La ciudad más grande de la cuenca es Denver, Colorado, con una población de más de seiscientos mil habitantes. Denver es la ciudad principal del Front Range Urban Corridor cuyas ciudades tenían una población combinada de más de cuatro millones en 2005, siendo el área metropolitana más grande de la cuenca del Misuri. Otros de los principales centros de población –en su mayoría ubicados en la porción sureste de la cuenca– son Omaha (Nebraska), Nebraska, situada al norte de la confluencia de los ríos Misuri y Platte; Kansas City (Misuri) – Kansas City (Kansas), situado en la confluencia del Misuri con el río Kansas, y el área metropolitana de San Luis, situada al sur del río Misuri justo por encima de su desembocadura en el Misisipí. En contraste, la parte noroeste de la cuenca está escasamente poblada. Sin embargo, muchas ciudades del noroeste, como Billings, Montana, se encuentran entre las de más rápido crecimiento en la cuenca del Misuri.
Con más de 440 000 km² bajo el arado, la cuenca del Misuri incluye más o menos una cuarta parte de todas las tierras agrícolas de los Estados Unidos, proveyendo más de un tercio de la producción de trigo, lino, cebada y avena del país. Sin embargo, solo 28 000 km² de la tierra de cultivo en la cuenca es de regadío. Otros 730 000 km² de la cuenca se dedican a la cría de ganado, principalmente ganado vacuno. Las áreas forestadas de la cuenca, en su mayoría de segundo crecimiento, son un total de alrededor de 113 000 km². Las zonas urbanas, por otro lado, representan menos de 34 000 km² de tierra. Las áreas más urbanizadas se encuentran a lo largo del curso principal y en algunos afluentes importantes, como el Platte y el Yellowstone.
La altitud en la cuenca varía ampliamente, desde poco más de los 120 m en la desembocadura del Misuri hasta los 4357 m de la cima del monte Lincoln en el centro de Colorado. El propio río Misuri cae un total de 2629 m desde Brower's Spring, su fuente más lejana. Aunque las llanuras de la cuenca tienen muy poco relieve vertical local, el terreno se eleva unos 1,9 m/km de este a oeste. La altitud es de menos de 150 m en el borde oriental de la cuenca, pero tiene más de 910 m sobre el nivel del mar en muchos lugares en la base de las Rocosas.
La cuenca del Misuri tiene patrones climáticos y de precipitaciones muy variables; en general, la cuenca está definida por un clima continental con veranos cálidos y húmedos e inviernos fríos y severos. La mayor parte de la cuenca recibe un promedio de 200−250 mm de precipitación al año. Sin embargo, las partes más occidentales de la cuenca en las montañas Rocosas, así como las regiones del sureste de Misuri pueden recibir hasta 1000 mm. La gran mayoría de las precipitaciones se produce en invierno, a pesar de que la cuenca alta es conocida por las tormentas de corta duración, pero intensas, del verano, como la que produjo en la inundación de 1972 en Negro Hills con inundaciones a través de Rapid City (Dakota del Sur). Las temperaturas de invierno en Montana, Wyoming y Colorado pueden bajar hasta -51 °C, mientras que las máximos de verano en Kansas y Misuri han llegado a 49 °C a veces.
Al ser uno de los sistemas fluviales más importantes del continente, la cuenca del Misuri limita con muchas otras grandes cuencas hidrográficas de los Estados Unidos y de Canadá. La divisoria continental, que corre a lo largo de la espina de las montañas Rocosas, forma la mayor parte de la frontera occidental de la cuenca del Misuri. El río Clark y el río Snake, ambos parte de la cuenca del río Columbia, drenan la zona al oeste de las Rocosas en Montana, Idaho y oeste de Wyoming. Las cuencas del Columbia, Misuri y Colorado se encuentran en la montaña Three Waters, en la cordillera Wind River, en Wyoming. Al sur de allí, la cuenca del Misuri limita al oeste con el drenaje del río Green, afluente del Colorado, a continuación, en el sur con el cauce principal del Colorado. Tanto los ríos Colorado como Columbia fluyen hacia el océano Pacífico. Sin embargo, existe un gran drenaje endorreico, la Great Divide Basin, entre las cuencas del Misuri y Green en el oeste de Wyoming. Esta zona es a veces considerada como parte de la cuenca del Misuri, a pesar de que sus aguas no fluyen a ningún lado de la divisoria continental.
Hacia el norte, la divisoria Laurentiana, de menos altitud, separa la cuenca del Misuri de las del río Oldman, un afluente del río Saskatchewan Sur, así como de las del río Souris y del río Sheyenne y de pequeños afluentes del río Rojo del Norte. Todas estas corrientes son parte de la cuenca del río Nelson de Canadá, que desemboca en la bahía de Hudson. También hay algunas grandes cuencas endorreicas entre las cuencas del Misuri y del Nelson en el sur de Alberta y Saskatchewan. Los ríos Minnesota y Des Moines, afluentes del alto Misisipí, drenan la mayor parte de la zona fronteriza con la parte oriental de la cuenca del Misuri. Por último, en el sur, las montañas Ozark y otras divisorias bajas que atraviesan el centro de Misuri, Kansas y Colorado, separan la cuenca del Misuri de las del río White y del río Arkansas, también afluentes del río Misisipí.

### Principales afluentes

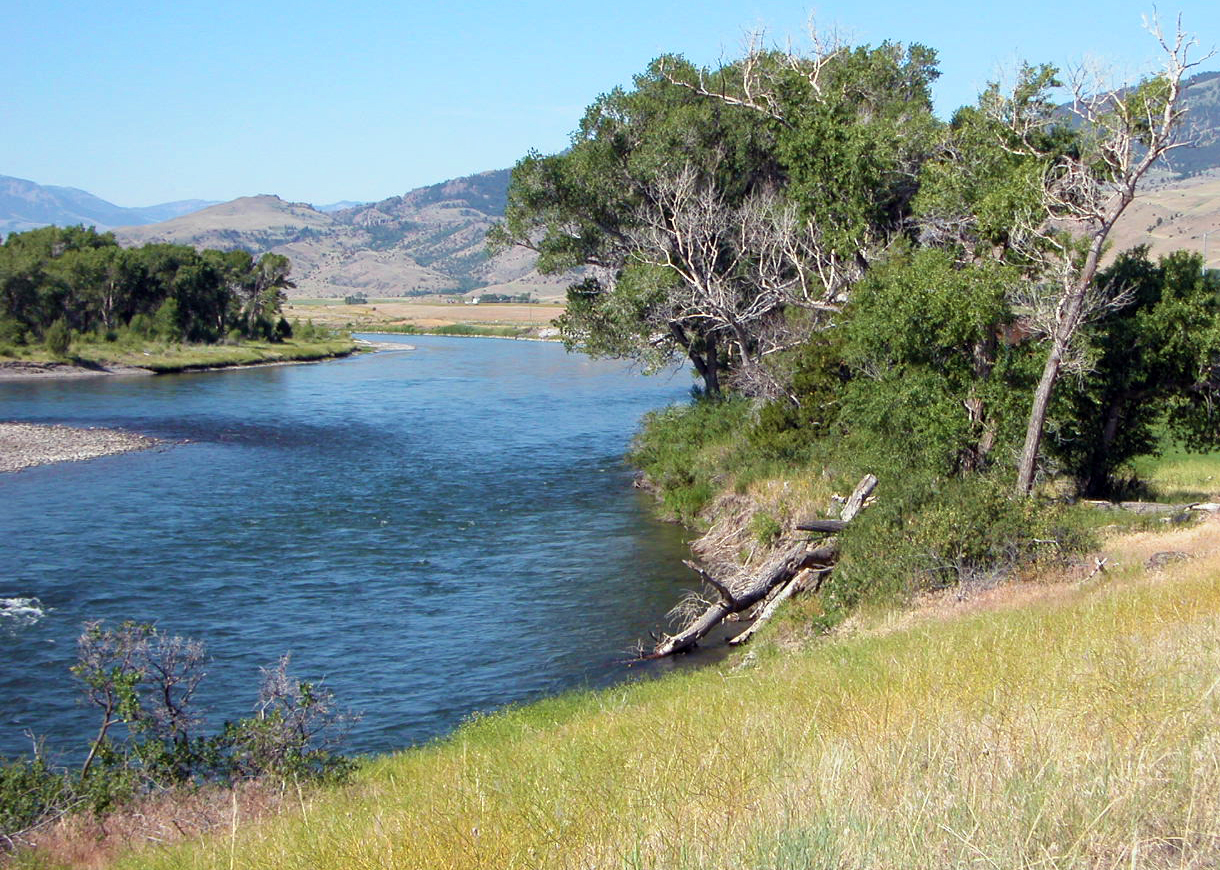
El río Yellowstone, el quinto afluente más largo del Misuri, que se le une en Dakota del Norte

Unos 95 afluentes importantes y cientos más pequeños alimentan el río Misuri, recibiendo a la mayoría de afluentes mayores cuando el río se acerca a la boca. La mayoría de ríos y arroyos en la cuenca del Misuri discurren de oeste a este, siguiendo la inclinación de las Grandes Llanuras; sin embargo, algunos afluentes orientales, como el James, Big Sioux y los sistemas del Grand, fluyen de norte a sur.
Los tributarios más grandes del Misuri por escorrentía son el Yellowstone (en Montana y Wyoming), el Platte (en Wyoming, Colorado y Nebraska) y el Kansas–Republican/Smoky Hill y Osage (en Kansas y Misuri). Cada uno de estos afluentes drena una superficie de más de 130 000 km², y tiene un caudal medio superior a 140 m³/s. El río Yellowstone tiene la descarga más alta, a pesar de que el Platte es más largo y drena un área más grande. De hecho, el caudal del Yellowstone es de unos 390 m³/s, representando el 16% de la escorrentía total en la cuenca del Misuri y casi el doble que en el Platte. En el otro extremo de la escala está el pequeño río Roe, en Montana, que con 61 m de largo se sostiene comúnmente que es el río más corto del mundo.
| Afluentes más largos del río Misuri | Afluentes más largos del río Misuri | Afluentes más largos del río Misuri | Afluentes más largos del río Misuri |
| Nombre                              | Longitud                            | Cuenca                              | Caudal                              |
|                                     | km                                  | km²                                 | m³/s                                |
| Río Platte                          | 1708                                | 219 900                             | 199                                 |
| ----------------------------------- | ----------------------------------- | ----------------------------------- | ----------------------------------- |
| Río Kansas                          | 1205                                | 154 000                             | 209                                 |
| Río Milk                            | 1170                                | 139 600                             | 17,5                                |
| Río James                           | 1140                                | 55 700                              | 18,3                                |
| Río Yellowstone                     | 1130                                | 180 000                             | 391                                 |
| Río White                           | 933                                 | 26 420                              | 16,1                                |
| Río Niobrara                        | 914                                 | 36 000                              | 48,7                                |
| Río Pequeño Misuri                  | 900                                 | 24 700                              | 15,1                                |
| Río Osage                           | 793                                 | 38 300                              | 339                                 |
| Río Big Sioux                       | 674                                 | 20 800                              | 37,4                                |

En la tabla de la derecha se muestran los diez afluentes más largos del Misuri, con sus respectivas cuencas y caudales. La longitud se mide a la fuente hidrológica, sin tener en cuenta la convención de nombres. El tronco principal del río Kansas, por ejemplo, tiene 238 km de largo. Sin embargo, incluyendo las cabeceras más largas, los 729 km del río Republicano y los 251 km del río Arikaree, tiene una longitud total de 1205 km. Cuestiones de nomenclatura similares se dan en el río Platte, cuyo afluente más largo, el río Platte Norte, es más de dos veces más largo que la corriente principal.
Las cabecera del Misuri por encima de Three Forks se extienden mucho más lejos hacia arriba que el curso principal. Medido en la fuente más lejana, en Brower's Spring, el río Jefferson tiene 480 km de largo. Por lo tanto, midiendo hasta su cabecera más alta, el río Misuri se extiende 4247 km. Cuando se combina con el bajo Misisipí, el sistema con el Misuri y sus cabeceras forma parte del cuarto río más largo del mundo, con 6027 km.

### Caudal

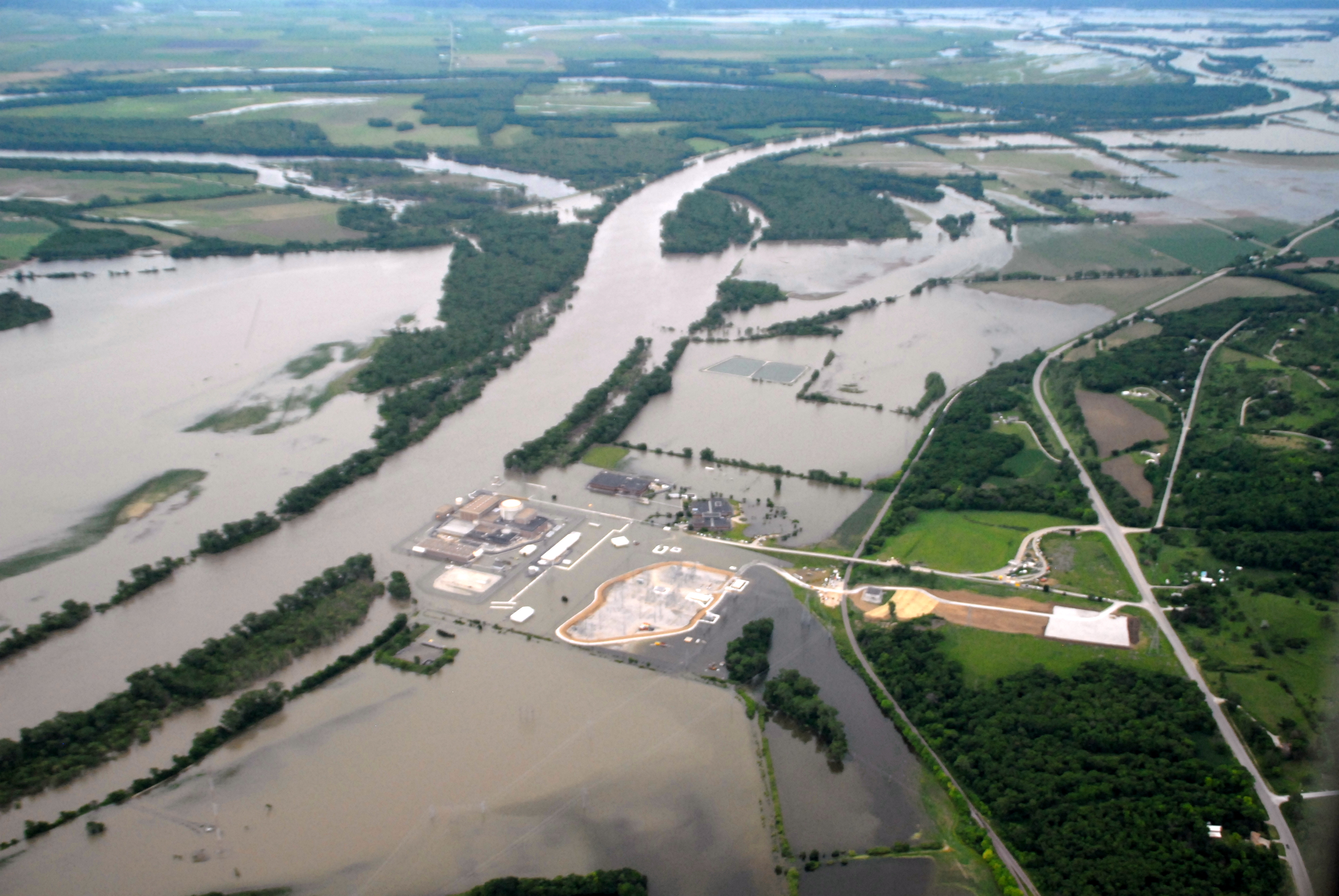
Central nuclear de Fort Calhoun, en Nebraska, en las inundaciones de 2011

Por caudal, el Misuri es el noveno río más caudaloso de los Estados Unidos, después del Misisipi, San Lorenzo, Ohio, Columbia, Niágara, Yukón, Detroit y St. Clair. Los dos últimos, sin embargo, a veces se consideran parte de un estrecho entre el lago Hurón y el lago Erie en el primer caso y entre el lago Superior y el lago Hurón, en el segundo. Entre los ríos de América del Norte en su conjunto, el Misuri es decimotercero más caudaloso, después del Misisipí, Mackenzie, St. Lawrence, Ohio, Columbia, Niagara, Yukon, Detroit, St. Clair, Fraser, Slave y Koksoak.
Dado que el Misuri drena una región predominantemente semiárida, su descarga es mucho menor y más variable que la de otros ríos de América del Norte de longitud comparable. Antes de la construcción de presas, el río provocaba inundaciones dos veces al año, una vez con la crecida de abril o Primavera fresca, con el derretimiento de la nieve en las llanuras de la cuenca, y otra en la crecida de junio, causada por la nieve derretida y las tormentas de verano en las montañas Rocosas. Esta última era mucho más destructiva, ya que el río aumentaba más de diez veces su caudal normal algunos años. La descarga del Misuri se ve afectada por los más de 17.000 embalses existentes en su cuenca, que suman una capacidad total de unos 173,9 km³. Al regular el control de inundaciones, los embalses reducen drásticamente los caudales máximos y aumentan los bajos. La evaporación de los embalses reduce también significativamente la escorrentía del río, causando una pérdida anual de más de 3,8 km³ solamente en los embalses del cauce principal.
El United States Geological Survey opera con cincuenta y un medidores de caudales a lo largo del río Misuri. El caudal medio del río en Bismarck, a 2115,5 km de la boca, es de 621 m³/s. Se trata de una cuenca de 483 000 km², o el 35% de la cuenca total del río. En Kansas City, a 589,2 km de la boca, el caudal medio del río es de 1570 m³/s. El río aquí drena aproximadamente 1 254 000 km², lo que representa aproximadamente el 91% de toda la cuenca.
La galga más baja, con un período de registro mayor de cincuenta años, está en Hermann (Misuri) —a 157,6 km aguas arriba de la desembocadura del Misuri— en la que el caudal medio anual fue de 2478 m³/s, desde 1897 a 2010. Cerca de 1 353 000 km², el 98,7% de la cuenca, se encuentra por encima de Hermann. La media anual más alta fue de 5150 m³/s en el 1993, y la más baja de 1181 m³/s en el 2006. Los extremos del caudal varían aún más. El mayor caudal que se ha registrado fue de más de 21 000 m³/s el 31 de julio de 1993, durante una inundación histórica. El más bajo, de apenas 17,0 m³/s —causado por la formación de un dique de hielo— se midió en 23 de diciembre de 1963.

### Alto y Bajo Misuri
La cuenca alta del río Misuri está al norte de la presa de Gavins Point, la última presa hidroeléctrica de las quince que hay en el río, justo aguas arriba de Sioux City, Iowa. La parte baja del río Misuri tiene 1350 km hasta su confluencia con el Misisipí justo por encima de San Luis. El Bajo Misuri no tiene presas hidroeléctrica o esclusas, pero tiene una gran cantidad de presas ala que inhiben el tráfico de barcazas porque restringen el ancho del canal. Estas presas ala han sido culpadas de las inundaciones, y no hay en la actualidad planes para la construcción de ninguna nueva esclusa o presas para reemplazar estas presas ala en el Misuri.

## Geología

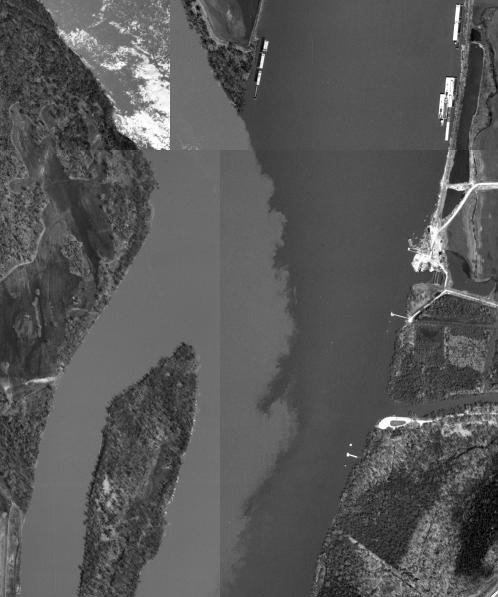
El alto contenido de sedimentos hace que el río Misuri (izquierda) sea notablemente más ligero que el río Misisipí (derecha) en su confluencia al norte de San Luis.

Las montañas Rocosas del suroeste de Montana en las cabeceras del río Misuri surgieron primero de la orogenia Laramide, un episodio de formación de montañas que se produjo desde hace alrededor de 70 hasta 45 millones años (del final del Mesozoico hasta principios del Cenozoico). Esta orogenia levantó las rocas cretácicas a lo largo del lado occidental de la vía marítima interior occidental (Western Interior Seaway), un enorme mar poco profundo que se extendía desde el océano Ártico hasta el golfo de México, que depositó los sedimentos que ahora subyacen en gran parte de la cuenca del Misuri. Este levantamiento Laramide causó que el mar se retirara y sentó el marco para el vasto sistema de drenaje de ríos que bajan de las montañas Rocosas y de los Apalaches, el predecesor de la cuenca del Misisipí de hoy en día.
La orogenia Laramide es esencial en la moderna hidrología del río Misuri, dado que la nieve y el derretimiento del hielo de las Rocosas proporcionan la mayor parte del caudal en el Misuri y sus afluentes.: 434 
El Misuri y muchos de sus afluentes atraviesan las Grandes Llanuras, fluyendo sobre o cortando en el Grupo de Ogallala y las rocas sedimentarias más viejas de mediados del Cenozoico. La unidad inferior principal del Cenozoico, la formación White River, se depositó aproximadamente entre 35 y 29 millones años atrás y se compone de piedra arcillosa, arenisca, caliza y conglomerado. Areniscas del canal y depósitos fluviales ribereños más finos del grupo Arikaree fueron depositados hace entre 29 y 19 millones de años. La formación Ogallala, del Mioceno, y la ligeramente más joven formación Broadwater, del Plioceno, se depositaron en la cima del grupo Arikaree, y están formadas por material erosionado fuera de las montañas Rocosas durante una época de aumento de la generación de relieve topográfico; estas formaciones se extienden desde las montañas Rocosas, cerca de la frontera con Iowa, y dan a las Grandes Llanuras gran parte de su suave pero persistente inclinación hacia el este, y también constituyen un acuífero importante.
Inmediatamente antes de la edad de hielo del Cuaternario, el río Misuri quedó probablemente dividido en tres segmentos: una parte superior, que drenaba hacia el norte en la bahía de Hudson, y las secciones medias y bajas, que fluían hacia el este por la pendiente regional. Dado que la tierra se hundió en la edad de hielo, una glaciación pre-illinoiense (o posiblemente la glaciación illinoiense) desvió el río Misuri hacia el sureste hasta su actual confluencia con el Misisipí y causó que se integrase en un único sistema fluvial que corta la pendiente regional. Se cree que el Misuri, en el oeste de Montana, tendría que haber fluido una vez hacia el norte y luego al este por las montañas Bear Paw. Se encuentran zafiros en algunos puntos a lo largo del río en el oeste de Montana. Los avances de las capas de hielo continentales desviaron el río y sus afluentes, causando que se pusieran en común en grandes lagos temporales como lagos glaciales, como el Great Falls, Musselshell y otros. Al aumentar esos lagos, el agua en ellos se derramaría a menudo sobre las divisorias locales adyacentes, creando canales y coulees ahora abandonados, incluyendo la Shonkin Sag, de 160 km de largo. Cuando los glaciares se retiraron, el Misuri fluyó en un nuevo curso a lo largo del lado sur de las montañas Bearpaws, y la parte inferior del afluente río Milk se hizo cargo del canal principal inicial.
El apodo del Misuri, el Big Muddy, fue inspirado por las enormes cargas de sedimentos o limo que transporta, de las más grandes de todos los ríos de América del Norte.: 432–434  En su estado de pre-desarrollo, el río transportaba unos 193-290 millones de toneladas por año. La construcción de represas y diques ha reducido drásticamente estos a 18-23 millones de toneladas por año hoy. Gran parte de este sedimento es derivado desde la llanura de inundación del río, también llamado el cinturón meandro; cada vez que el río cambiaba de curso, erosionaría toneladas de tierra y rocas de sus orillas. Sin embargo, la construcción de presas y la canalización del río le ha impedido ahora llegar a sus fuentes naturales de sedimentos a lo largo de la mayor parte de su curso. Los embalses a lo largo del Misuri capturan aproximadamente 32,9 millones toneladas de sedimentos cada año. A pesar de esto, el río todavía transporta más de la mitad del total de sedimentos que desembocan en el golfo de México; el delta del Misisipí, formado por depósitos sedimentarios en la desembocadura del Misisipí, está constituido en su mayor parte por los sedimentos transportados por el Misuri.

## Historia

### Primeras naciones

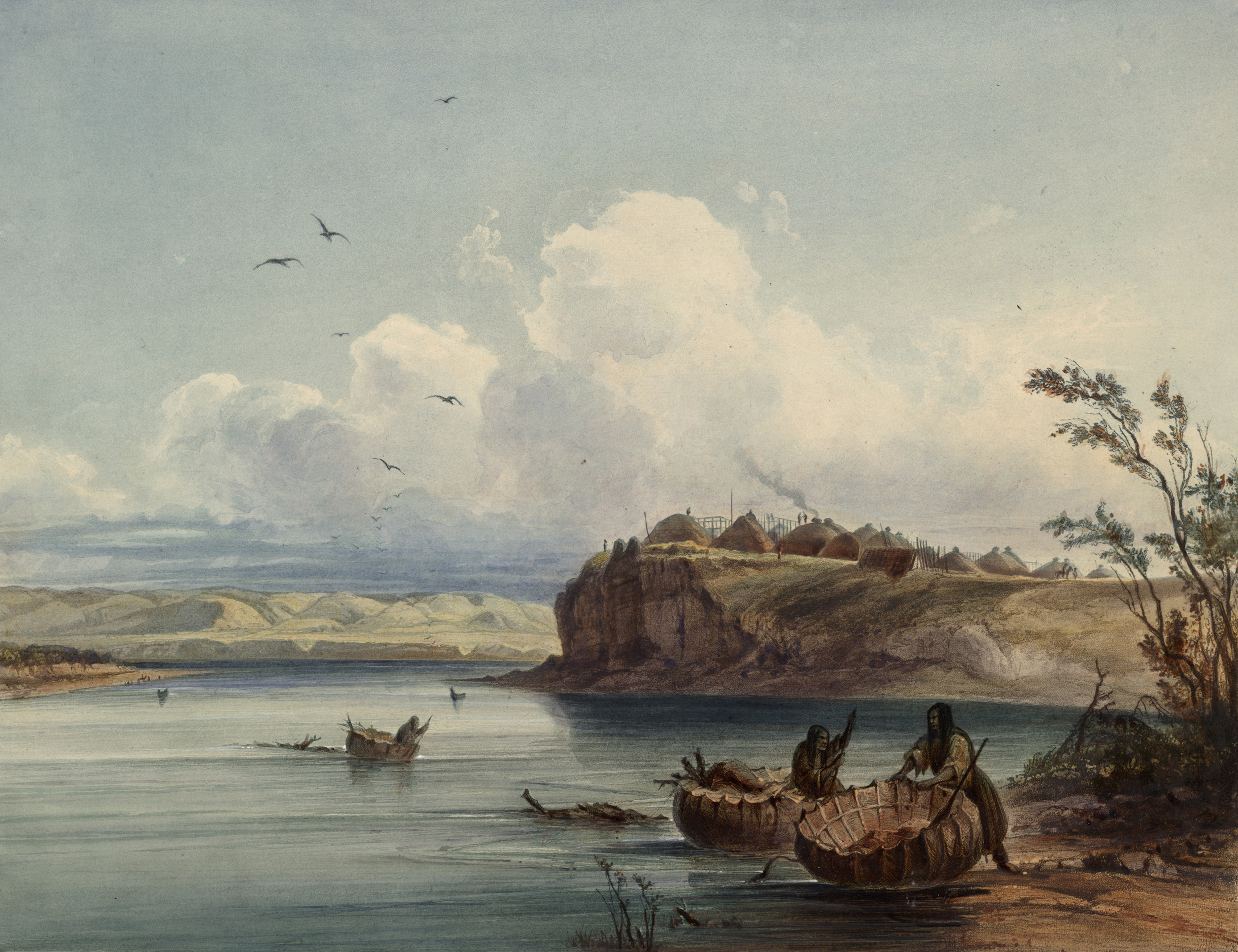
Karl Bodmer, A Mandan Village, c. 1840–1843

Las evidencias arqueológicas, especialmente en el estado de Misuri, sugieren que el hombre hizo su primera presencia en la cuenca del Misuri hace entre 10 000−12 000 años, al final del Pleistoceno. Durante el final del último período glacial, comenzó una gran migración humana que viajó a través del puente de tierra de Bering desde Eurasia adentrándose en todo el continente americano. Dado que viajarían lentamente durante siglos, el río Misuri formaría una de sus principales rutas de migración. La mayoría se establecieron en el valle del Ohio y el valle bajo del río Misisipí, pero muchos, incluyendo a los constructores de montículos, permanecieron a lo largo del Misuri, convirtiéndose en los ancestros de los posteriores pueblos nativos de las Grandes Llanuras.
Los nativos americanos que vivían a lo largo del Misuri tenían acceso a alimentos suficientes, agua y refugio. Muchos animales migratorios habitaban en las llanuras en esa época, proveyéndoles de carne, ropa y otros artículos de uso diario. Había también grandes áreas ribereñas en las llanuras de inundación del río que les proporcionaban hierbas naturales y alimentos de primera necesidad. No existen registros escritos de las tribus y pueblos de la época preuropea, ya que no utilizaron la escritura. De acuerdo con los escritos de los exploradores, las tribus más importantes en el Misuri fueron los otoes, misuris, omahas, poncas, brulés, lakotas, sioux, arikaras, hidatsas, mandan, assiniboines, gros ventres y pies negros.: 432 
Los nativos usaron el Misuri, al menos hasta cierto punto, como una ruta de comercio y de transporte. Además, el río y sus afluentes formaban las fronteras tribales. El estilo de vida de los nativos se centraba en su mayoría en torno a una cultura seminómada; muchas tribus tenían diferentes campamentos de verano e invierno. Sin embargo, el centro de la riqueza nativa y del comercio a lo largo del Misuri estaba en la región de las Dakotas en su gran curva sur. Un gran grupo de poblados con empalizadas de los mandan, hidatsa y arikara se situaban sobre los acantilados e islas del río y fueron el hogar de miles de personas, y más tarde sirvieron como mercados y puestos comerciales utilizados por los primeros exploradores y comerciantes de pieles franceses y británicos. Después de la introducción del caballo en las tribus del río Misuri, posiblemente de poblaciones asilvestradas introducidas por los europeos, la forma de vida de los nativos cambió sustancialmente. El uso del caballo permitió que viajaran grandes distancias, y por lo tanto facilitó la caza, las comunicaciones y el comercio.
En un tiempo, decenas de millones de bisontes americanos (comúnmente llamados búfalos), una de las especies clave de las Grandes Llanuras y del valle del Ohio, vagaban por las llanuras de la cuenca del Misuri.: 167  La mayoría de los grupos nativos en la cuenca se basaban en gran medida en el bisonte como fuente de alimento, y sus pieles y huesos servían para crear otros artículos del hogar. Con el tiempo, las especies llegaron a beneficiarse de las periódicas quemas controladas que los pueblos nativos hacían en las praderas que rodean el Misuri para limpiar las malezas viejas y muertas. La gran población de bisontes de la región dio lugar al término del great bison belt, una zona de ricos pastizales anuales que se extendía desde Alaska hasta México siguiendo el flanco oriental de la divisoria continental. Sin embargo, después de la llegada de los europeos, tanto los bisontes como los propios nativos americanos experimentaron una rápida disminución de su población. La caza eliminó las poblaciones de bisontes al este del río Misisipí hacia 1833 y redujo el número en la cuenca del Misuri a unos meros cientos. Enfermedades extranjeras como la viruela arrasaron la región, diezmando las poblaciones nativas. Dejadas sin su principal fuente de sustento, muchas de las comunidades nativas que sobrevivieron se fusionaron en las zonas de reasentamiento y reservas.: 171 

### Primeros exploradores occidentales

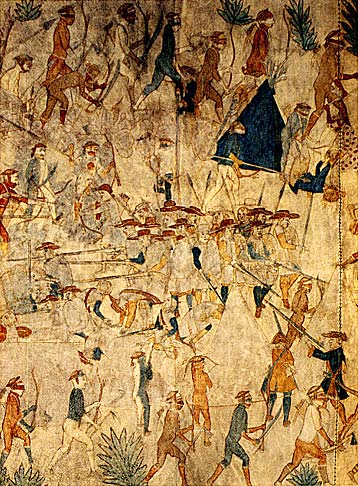
Masacre de la Expedición Villasur, pintado c. 1720

En mayo de 1673 los exploradores franceses Louis Jolliet y Jacques Marquette abandonaron el asentamiento de St. Ignace en el lago Hurón y descendieron por el río Wisconsin y luego el Misisipí, con el objetivo de llegar al océano Pacífico. A finales de junio, Jolliet y Marquette se convirtieron en los primeros descubridores europeos documentados del río Misuri, que según sus diarios se encontraba en plena crecida. «Nunca vi nada más terrorífico —escribió Jolliet— una maraña de árboles enteros desde la boca del Pekistanoui [Misuri] con tanto ímpetu que no se podía tratar de cruzarlo sin gran peligro. La conmoción era tal que el agua se hacia barro por ello y no podía quedar clara». Dieron constancia de Pekitanoui o Pekistanoui como el nombre nativo para el Misuri. Sin embargo, la partida nunca exploró el Misuri más allá de su boca, ni permanecieron en la zona. Además, más tarde se enteraron de que el Misisipí vertía en el golfo de México y no en el Pacífico como habían presumido en un principio; la expedición se volvió a unos 710 km antes del Golfo, en la confluencia del río Arkansas con el Misisipí.
En 1682, Francia amplió sus reivindicaciones territoriales en América del Norte para incluir la tierra en el lado occidental del río Misisipí, que incluía la parte inferior del Misuri. Sin embargo, el propio Misuri se mantuvo formalmente inexplorado hasta que Étienne de Veniard, Sieur de Bourgmont, al mando de una expedición en 1714, lo remontó al menos hasta la desembocadura del río Platte. No está claro exactamente lo lejos que Bourgmont viajó más allá de allí; describió las rubias mandans en sus diarios, por lo que es probable que llegase hasta sus aldeas en la actual Dakota del Norte. Más tarde, ese mismo año, Bourgmont publicó The Route To Be Taken To Ascend The Missouri River [La Ruta que debe ser tomada para ascender el río Misuri], el primer documento conocido que utilizó el nombre «río Missouri»; muchos de los nombres que Veniard dio a los afluentes, en su mayoría por las tribus nativas que vivían a lo largo de ellos, se encuentran todavía en uso hoy en día. Los descubrimientos de la expedición finalmente fueron reflejados por el cartógrafo Guillaume Delisle, que utilizó la información para crear un mapa del Misuri inferior. En 1718, Jean-Baptiste Le Moyne de Bienville pidió que el gobierno francés otorgase a Bourgmont la Cruz de St. Louis por su «excepcional servicio a Francia».
Bourgmont había, de hecho, tenido problemas con las autoridades coloniales francesas desde 1706, cuando abandonó su cargo como comandante de Fort Detroit después de mal manejo de un ataque de los ottawas que acabó con treinta y un muertos. Sin embargo, su reputación quedó reforzada en 1720 cuando los pawnees —que antes habían hecho amistad con Bourgmont— masacraron a los españoles de la expedición Villasur cerca de la actual Columbus (Nebraska) en el río Misuri, terminando temporalmente con la invasión española en la Luisiana francesa. Bourgmont estableció Fort Orleans, el primer asentamiento europeo de cualquier tipo sobre el río Misuri, cerca de la actual Brunswick (Misuri), en 1723. Al año siguiente Bourgmont dirigió una expedición para obtener apoyo de los comanches contra los españoles, que continuaron mostrando interés en hacerse con el control del Misuri. En 1725 Bourgmont llevó a los jefes de varias tribus del río Misuri a visitar Francia. Allí fue elevado al rango de la nobleza y no acompañó a los jefes de vuelta a América del Norte. Fort Orleans fue abandonado o su pequeño contingente masacrados por los nativos americanos en 1726.
La guerra franco-india estalló cuando las disputas territoriales entre Francia y Gran Bretaña en América del Norte llegaron a un punto crítico en 1754. En 1763 Francia fue derrotada por la fuerza mucho mayor del ejército británico y se vio obligada en el Tratado de París (1763) a ceder sus posesiones canadienses a los ingleses y la Luisiana a los españoles, afectando a la mayoría de sus posesiones coloniales en América del Norte.
En un principio, los españoles no exploraron extensivamente el Misuri y dejaron que los comerciantes franceses continuaran sus actividades bajo licencia. No obstante, esto terminó después de que llegasen noticias, a la vuelta de una expedición de Jacques D'Eglise en la década de 1790, de que la Compañía de la Bahía de Hudson británica estaba haciendo incursiones en la cuenca alta del río Misuri. En 1795 los españoles garantizaron la «Compañía de descubridores y exploradores del Misuri», conocida popularmente como la «Compañía del Misuri», y ofrecieron una recompensa por la primera persona que llegase al océano Pacífico a través del Misuri. En 1794 y 1795 las expediciones dirigidas por Jean Baptiste Truteau y Antoine Simon Lecuyer de la Jonchšre ni siquiera lograron llegar tan al norte como para alcanzar las aldeas de los mandan en el centro de Dakota del Norte.
Podría decirse que el mayor éxito de las expediciones de la Compañía del Misuri fue la de James MacKay y John Evans. Los dos siguieron a lo largo del Misuri, y establecieron Fort Charles cerca de 32 km al sur de la actual Sioux City como campamento de invierno en 1795. En las aldeas mandan en Dakota del Norte, expulsaron a varios comerciantes británicos, y mientras hablaban con los nativos identificaron la ubicación del río Yellowstone, que fue llamado Roche Jaune («Roca Amarilla») por los franceses. Aunque MacKay y Evans no pudieron cumplir con su objetivo original de llegar al Pacífico, crearon el primer mapa preciso de la parte alta del río Misuri.
En 1795, los jóvenes Estados Unidos y España firmaron el Tratado de Pinckney, que reconoció los derechos estadounidenses para navegar por el río Misisipí y llevar artículos para la exportación a Nueva Orleans. Tres años después, España revocó el tratado y en 1800, en secreto, devolvió la Luisiana a a la Francia napoleónica en el Tercer Tratado de San Ildefonso. Esta transferencia fue tan secreta que los españoles siguieron administrando el territorio. En 1801, España restauró los derechos de uso del Misisipí y de Nueva Orleans a los Estados Unidos.

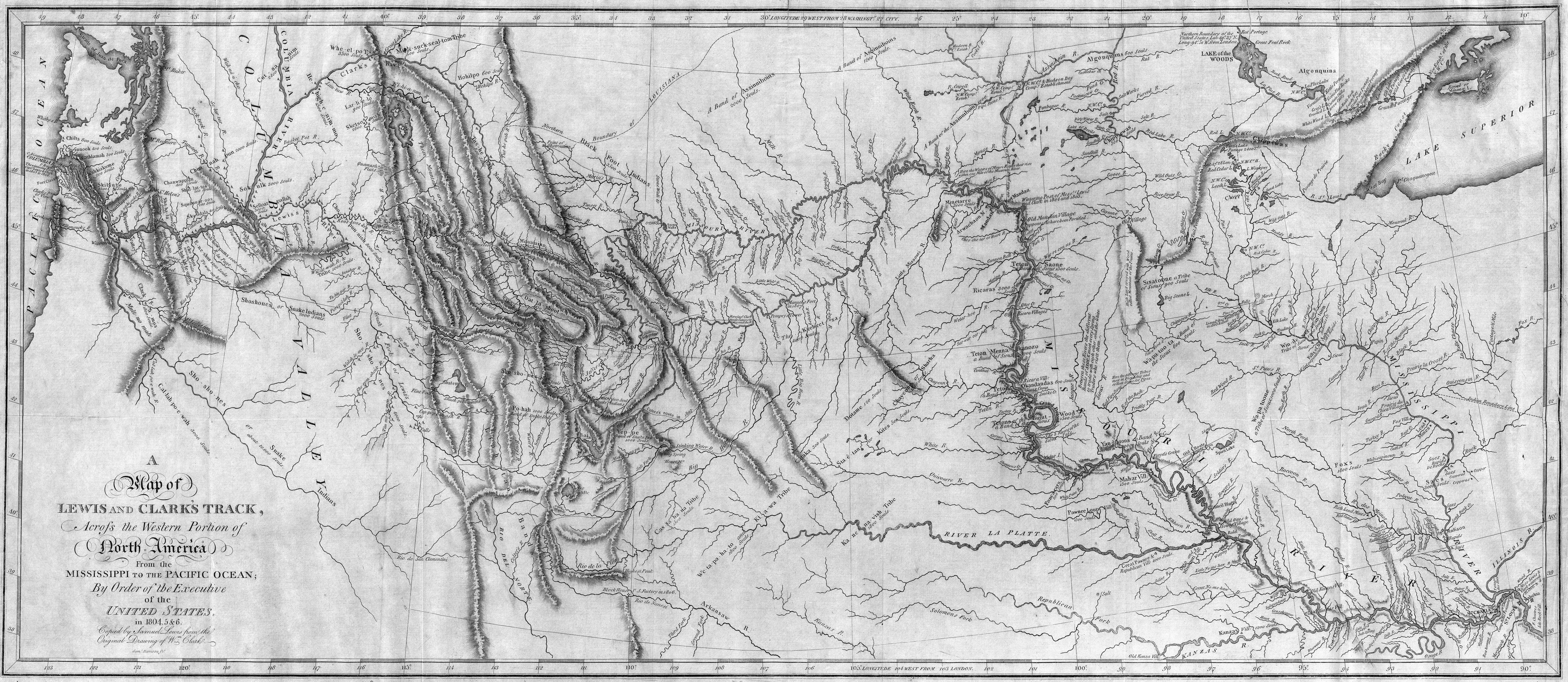
Mapa del oeste de Norteamérica dibujada por la Expedición de Lewis y Clark

Temiendo que esas interrupciones pudíeran volver a producirse, el presidente Thomas Jefferson propuso a Francia comprarle el puerto de Nueva Orleans por $10 millones. Napoleón, enfrentado a una crisis de deuda, sorprendentemente le ofreció la totalidad de la Luisiana, incluyendo el río Misuri, por $15 millones, lo que ascendía a menos de 3 centavos de dólar por acre. El acuerdo fue firmado en 1803, duplicando el tamaño de los Estados Unidos con la adquisición del territorio de Luisiana. En 1803, Jefferson instruyó a Meriwether Lewis para explorar el Misuri y buscar una vía navegable hasta el océano Pacífico. Para entonces, se había descubierto que el sistema del río Columbia, que desemboca en el Pacífico, tenía una latitud similar a la de las cabeceras del río Misuri, y se creía ampliamente que debía de existir entre ambos una conexión o corto porteo. Sin embargo, España se opuso a la toma de posesión, alegando que nunca habían devuelto formalmente la Luisiana a los franceses. Las autoridades españolas advirtieron a Lewis que no hiciese el viaje y le prohibieron ver el mapa de las expediciones de MacKay y Evans del Misuri, aunque Lewis finalmente logró tener acceso a él.
Meriwether Lewis y William Clark comenzaron su famosa expedición en 1804 con un grupo de treinta y tres personas en tres embarcaciones. A pesar de que se convirtieron en los primeros occidentales que viajaron a todo lo largo del Misuri y llegaron al Pacífico vía el río Columbia, no encontraron ningún rastro del Paso del Noroeste. Los mapas realizados por Lewis y Clark, en especial los de la región del Pacífico Noroeste, proporcionaron la base para los futuros exploradores y emigrantes. También negociaron relaciones con muchas tribus nativas con las que se encontraron y redactaron extensos informes sobre el clima, ecología y eología de las regiones que atravesaron. Muchos nombres actuales de los accidentes geográficos de la cuenca alta Misuri se originaron en esa expedición.

### Frontera americana

#### Comercio de pieles

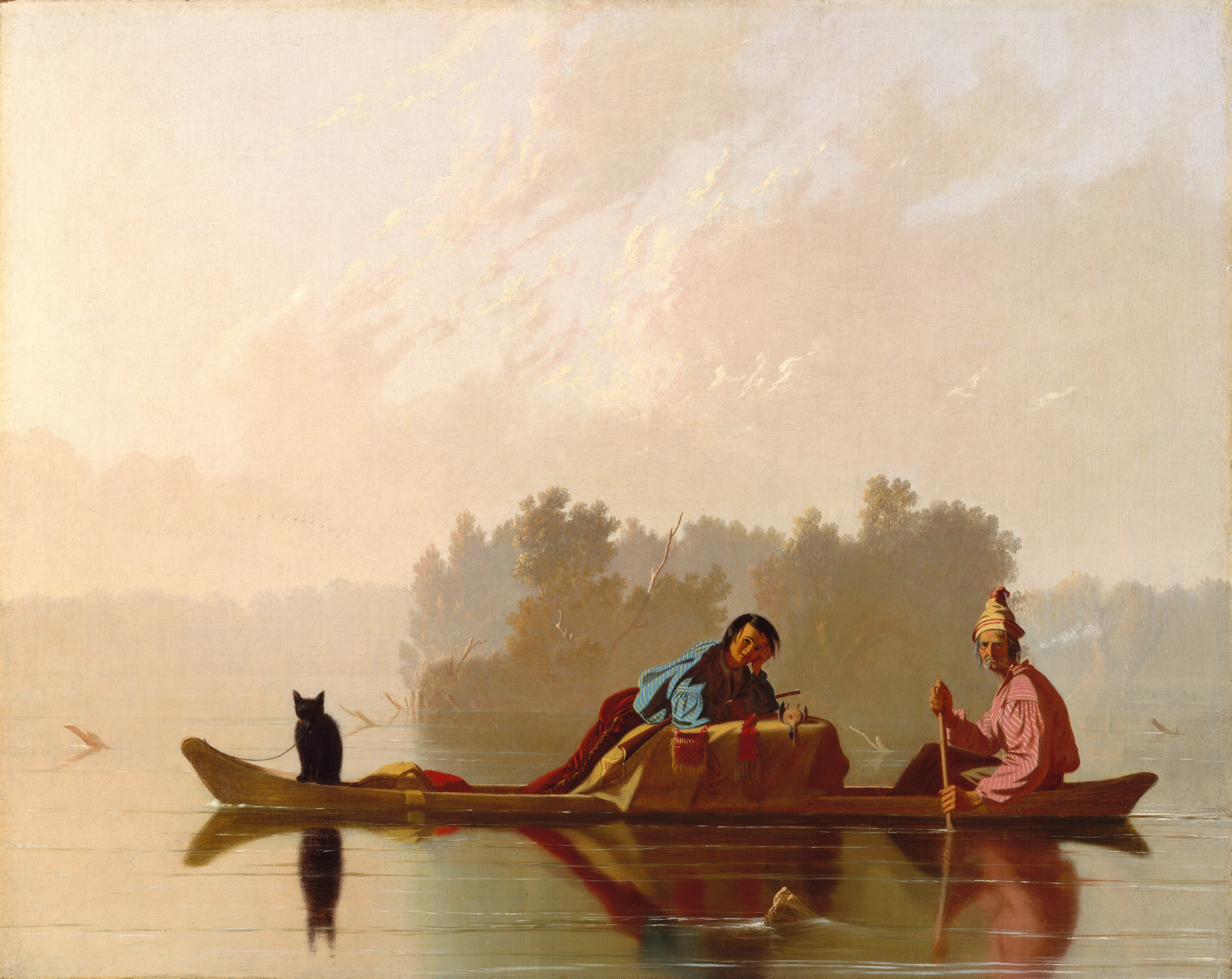
Fur Traders on Missouri River, pintada por George Caleb Bingham c. 1845

A inicios del siglo XIX, los cazadores y tramperos de pieles entraron en el extremo norte de la cuenca del Misuri con la esperanza de encontrar poblaciones de castor y de nutria de río, cuya venta de pieles condujo el próspero comercio de pieles de América del Norte. Venían de muchos lugares diferentes, unos de las corporaciones de piel canadienses en la bahía de Hudson, algunos desde el noroeste del Pacífico (véase también: comercio marítimo de pieles), y algunos del Medio Oeste de Estados Unidos. La mayoría no se quedaron en la zona durante mucho tiempo, ya que no lograron encontrar recursos significativos.
Los primeros informes entusiastas de que sí había un país rico con animales para ser cazados se produjo en 1806 cuando Meriwether Lewis y William Clark regresaron de su expedición de dos años. Sus publicaciones describían tierras ricas con miles de bisontes, castores y nutrias de río; y también una abundante población de nutrias de mar en la costa del Noroeste del Pacífico. En 1807, el comerciante de pieles Manuel Lisa organizó una expedición que llevaría al crecimiento explosivo del comercio de la piel en las regiones del Alto Misuri. Lisa y su partida remontaron los ríos Misuri y Yellowstone, comerciando con las tribus nativas locales intercambiando artículos manufacturados a cambio de pieles. Establecieron un fuerte en la confluencia de los ríos Yellowstone y uno de sus afluentes, el río Bighorn, en el sur del actual estado de Montana. Aunque el negocio comenzó siendo pequeño, rápidamente se convirtió en un próspero comercio.
En el otoño de 1807, los hombres de Lisa comenzaron la construcción de Fort Raymond, que estaba asentado sobre un acantilado con vistas a la confluencia de los ríos Yellowstone y Bighorn. El fuerte serviría principalmente como puesto comercial para el trueque con los nativos por las pieles. Este método era diferente al del comercio de pieles en el noroeste del Pacífico, que involucraba a cazadores contratados por distintas compañías peleteras, principalmente por la Compañía de la Bahía de Hudson y la Compañía del Noroeste. Fort Raymond fue sustituido más tarde por Fort Lisa en la confluencia del Misuri y el Yellowstone en Dakota del Norte; un segundo fuerte, también llamada Fort Lisa, fue construido aguas abajo en el río Misuri en Nebraska. En 1809 se fundó la St. Louis Missouri Fur Company, teniendo como socios a Lisa, William Clark y Pierre Choteau, entre otros. En 1828, la American Fur Company fundó Fort Union en la confluencia de los ríos Misuri y Yellowstone. Fort Union con el tiempo será la sede principal del comercio de la piel en la cuenca alta del Misuri.
Las capturas de pieles a principios del siglo XIX se realizaron casi en la totalidad de las montañas Rocosas, en ambas vertientes, oriental y occidental. Los cazadores y tramperos de la Compañía de la Bahía de Hudson, de la St. Louis Missouri Fur Company, de la American Fur Company, de la Rocky Mountain Fur Company, de la North West Company y otras brigadas independientes trabajaron en los miles de arroyos de la cuenca de Misuri, así como de los vecinos sistemas fluviales del Columbia, Colorado, Arkansas y Saskatchewan. Durante ese período los tramperos, también llamados hombres de la montaña, abrieron senderos a través de esas regiones aún vírgenes, que más tarde se transformarían en los caminos y carreteras por los que los pioneros y colonos viajarían al oeste. El transporte de los miles de pieles de castor requirió también del uso de embarcaciones, siendo esa uno de los causas para que comenzase el transporte fluvial en el Misuri.: 10 
Cuando acabó la década de 1830, la industria peletera comenzó a decaer poco a poco ya que la seda estaba reemplazado a las pieles de castor como deseada prenda de vestir. En ese momento, también, la población de castores de los arroyos en las montañas Rocosas había sido diezmada por la caza intensa. Además, los frecuentes ataques de los nativos a los puestos comerciales hicieron que el negocio fuera peligroso para los empleados de las compañías de la piel. En algunas regiones la industria continuó hasta bien entrada la década de 1840, pero en otras, como en el valle del río Platte, la disminución de la población de castores contribuyó a una muerte temprana.: 8  El comercio de pieles, finalmente, desapareció en las Grandes Llanuras en 1850, desplazándose el centro principal de la industria al valle del Misisipí y el centro de Canadá. A pesar de la desaparición de ese comercio una vez próspero, sin embargo, su legado permitió la apertura del Oeste americano y a la proliferación de colonos, granjeros, rancheros, aventureros y empresarios que tomaron su lugar.: 12–15 

#### Asentamientos y pioneros

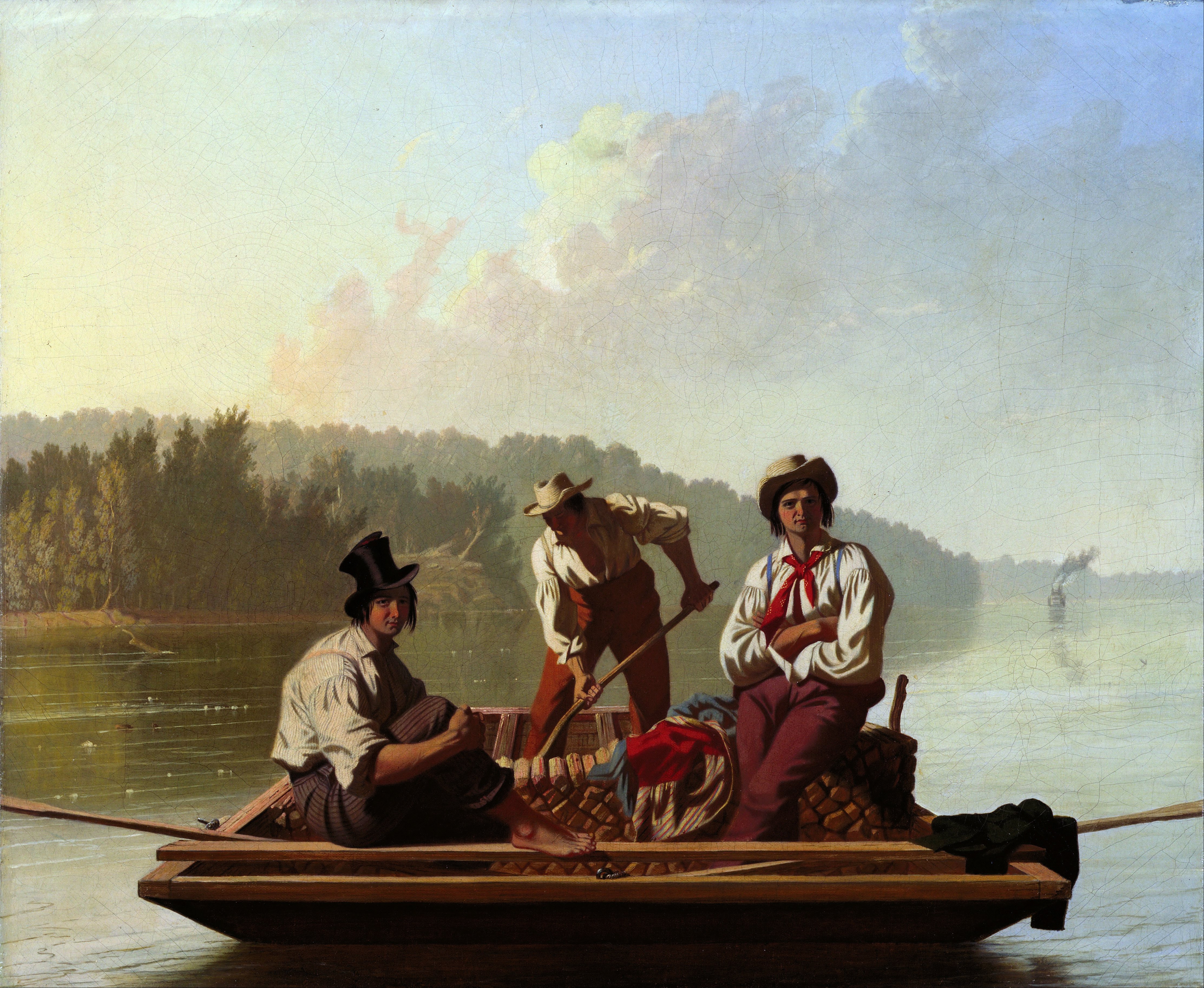
Boatmen on the Missouri ca. 1846

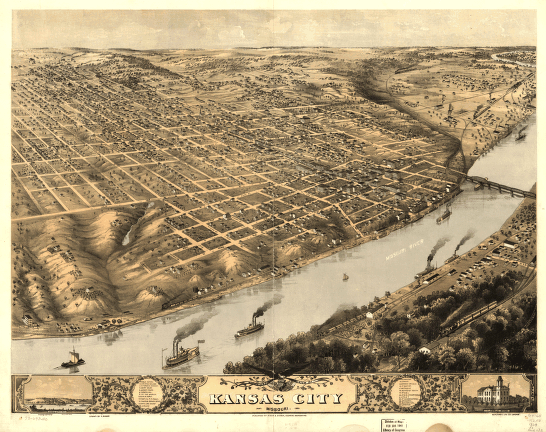
El puente Hannibal, en Kansas City (MO), fue el primer puente erigido en el río en 1869.

El río Misuri definió más o menos la frontera estadounidense en el siglo XIX, sobre todo aguas abajo de Kansas City, donde el río da un giro oriental enfilando en el corazón del estado de Misuri. Los principales caminos para la apertura del Lejano Oeste tienen todos sus puntos de partida en el río, incluyendo las rutas de California, Mormon, Oregon y Santa Fe. El primer puesto de ida hacia el oeste de la Pony Express era un ferry que atravesaba el Misuri en St. Joseph, Misuri. Del mismo modo, la mayoría de los emigrantes llegaron al final en el este del primer ferrocarril transcontinental vía un ferry que cruzaba el Misuri entre Council Bluffs (Iowa) y Omaha. El puente Hannibal fue el primer puente que cruzó el río Misuri en 1869, y su ubicación fue una importante razón por la que Kansas City (MO) se convirtió en la ciudad más grande en el río aguas arriba de su desembocadura en San Luis.
Fieles a la continuación del ideal del Destino Manifiesto, más de 500 000 personas salieron de la ciudad ribereña de Independence (MO), hacia sus diferentes destinos en el Oeste de Estados Unidos desde la década de 1830 hasta la década de 1860. Tenían muchas razones para embarcarse en ese viaje de un año agotador —crisis económica y fiebres del oro posteriores, como la fiebre del oro de California, por ejemplo. La mayoría siguió una ruta que los llevó por el Misuri hasta Omaha (NE), donde habrían seguido a lo largo de la gran carretera del río Platte, que discurría siguiendo el río Platte que fluye desde las montañas Rocosas en Wyoming y Colorado, hacia el este a través de las Grandes Llanuras. Una temprana expedición dirigida por Robert Stuart (1812-1813) probó que en el Platte era imposible navegar con los cayucos que usaban, por no hablar de los grandes vapores de rueda y barcos a vapor que luego surcarían el Misuri en número creciente. Un explorador señaló que el Platte era «demasiado grueso para beber, demasiado delgado para arar». Sin embargo, el Platte proporcionaba una fuente abundante y confiable de agua para los pioneros que se dirigían al oeste. Los carromatos cubiertos, conocidos popularmente como «goletas de las pradera» (prairie schooners), fueron los principales medios de transporte hasta el inicio del servicio regular de barcos en el río en la década de 1850.
Durante la década de 1860, las fiebres del oro en Montana, Colorado, Wyoming y el norte de Utah atrajeron otra oleada de aspirantes a la región. Aunque una cierta carga fue transportada por tierra, la mayor parte del transporte hacia y desde los campos de oro se llevó a cabo a través de los ríos Misuri y Kansas, así como por el río Snake en Wyoming occidental y el río Bear en Utah, Idaho y Wyoming. Se estima que de todos los pasajeros y carga transportados desde el Medio Oeste hasta Montana, más del 80% fueron transportados por embarcaciones, un viaje que llevaba 150 días en la dirección aguas arriba. Una ruta más directa hacia el Oeste en Colorado se extendía a lo largo del río Kansas y su afluente el río Republican, así como un par de pequeños arroyos en Colorado, Big Sandy y el río Platte Sur, hasta cerca de Denver. Las fiebres del oro precipitaron la decadencia de la ruta de Bozeman como ruta de emigración popular, ya que pasaba a través de tierras pertenecientes a los a menudo hostiles nativos americanos. Se abrieron caminos más seguros al Gran Lago Salado cerca de Corinne (Utah) (UT), durante el período de las fiebre del oro, lo que llevó a establecer asentamientos a gran escala en la región de las montañas Rocosas y la Gran Cuenca oriental.

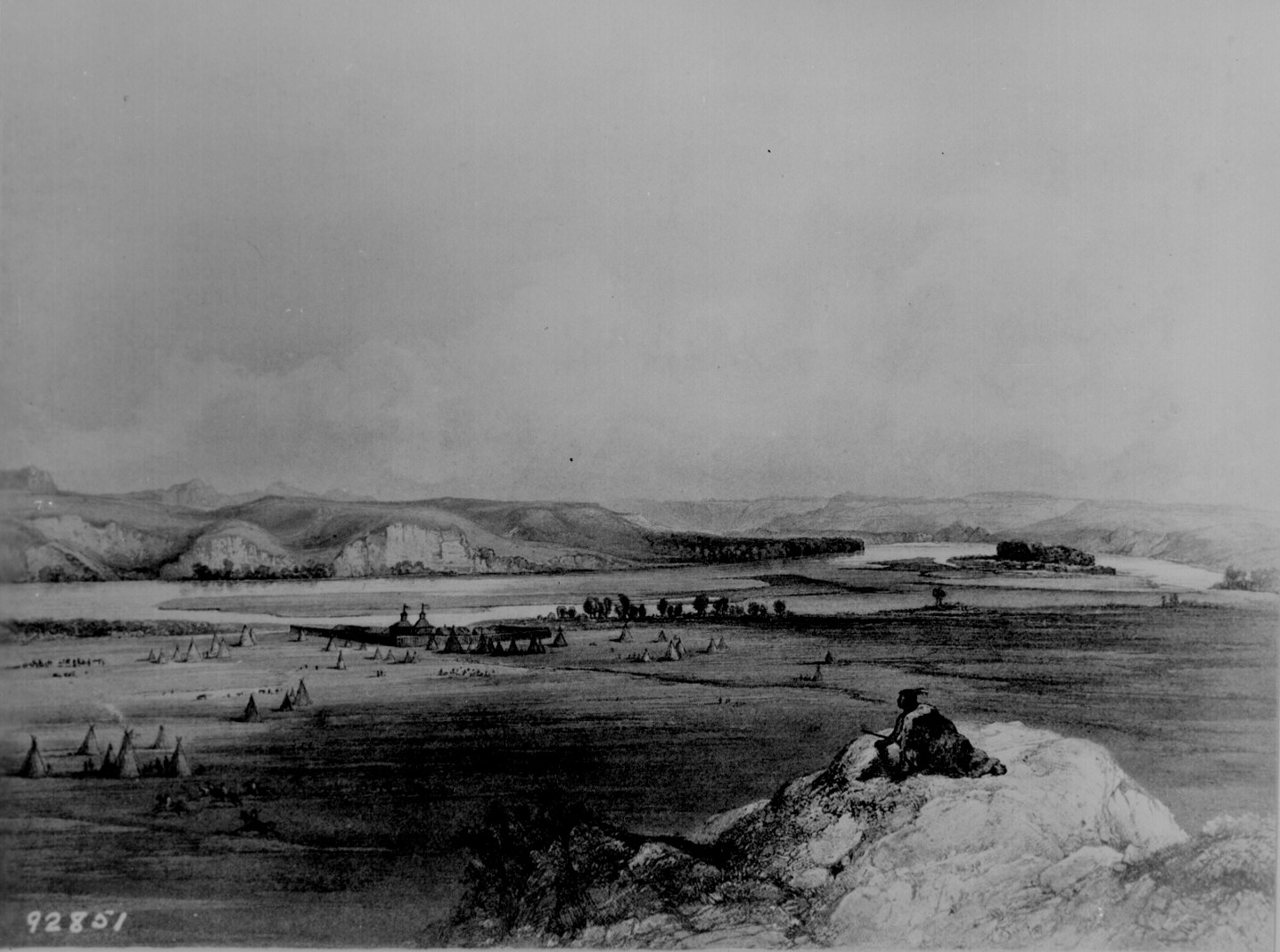
Karl Bodmer, Fort Pierre and the Adjacent Prairie, ca. 1833

Cuando los colonos ampliaron sus propiedades en las Grandes Llanuras, se toparon con conflictos de tierras con las tribus nativas americanas. Esto dio lugar a frecuentes incursiones, masacres y conflictos armados, lo que lleva al gobierno federal a suscribir múltiples tratados con las tribus de las llanuras, que generalmente suponían establecer fronteras y reservas de tierras para los nativos. Al igual que muchos otros tratados entre los nativos americanos y los EE. UU., pronto fueron rotos, lo que llevó a grandes guerras. Más de 1000 batallas, grandes y pequeñas, se libraron entre los militares de EE. UU. y los nativos antes de que las tribus fueran expulsadas de sus tierras y confinadas en reservas.
Los conflictos entre los nativos y los colonos durante la apertura de la ruta de Bozeman en las Dakotas, Wyoming y Montana llevó a la Guerra de Nube Roja, en la que los lakotas y cheyennes lucharon contra el Ejército de los EE. UU. La lucha acabó conn una completa victoria de los nativos americanos. En 1868, se firmó el Tratado de Fort Laramie, que «garantizaba» el uso de la Black Hills, Powder River Country y otras regiones que rodean el norte del río Misuri para los nativos americanos sin intervención blanca.
El río Misuri fue también un hito importante dado que dividía el noreste de Kansas del oeste de Misuri. Las fuerzas esclavistas de Misuri cruzarían el río en Kansas y desataron el caos durante Bleeding Kansas, lo que lleva a la continua tensión y hostilidad, existente aún hoy día, entre Kansas y Misuri. Otro conflicto militar significativo en el río Misuri durante este período fue la batalla de Boonville de 1861, que no afectó los nativos americanos, sino que más bien fue un punto de inflexión en la guerra civil estadounidense que permitió a la Unión tomar el control del transporte en el río, desalentando al estado de Misuri de unirse a la Confederación.
Sin embargo, la paz y la libertad de los nativos americanos no duró mucho tiempo. La Gran Guerra Sioux de 1876-77 se desató cuando los mineros estadounidenses descubrieron oro en las Black Hills del occidente de Dakota del Sur y oriente de Wyoming. Estas tierras se establecieron originalmente como reserva para uso de los nativos por el Tratado de Fort Laramie. Cuando los colonos penetraron en esas tierras fueron atacados por los nativos. Las tropas estadounidenses fueron enviados a la zona para proteger a los mineros, y expulsar a los nativos de los nuevos asentamientos. Durante ese período sangriento, tanto los nativos como los militares de EE. UU. ganaron victorias en grandes batallas, lo que causó la pérdida de casi un millar de vidas. La guerra finalmente terminó en una victoria estadounidense y las Black Hills quedaron abiertas a la colonización. Los nativos de la región fueron trasladados a nuevas reservas en Wyoming y el sureste de Montana.

### La era de la construcción de presas

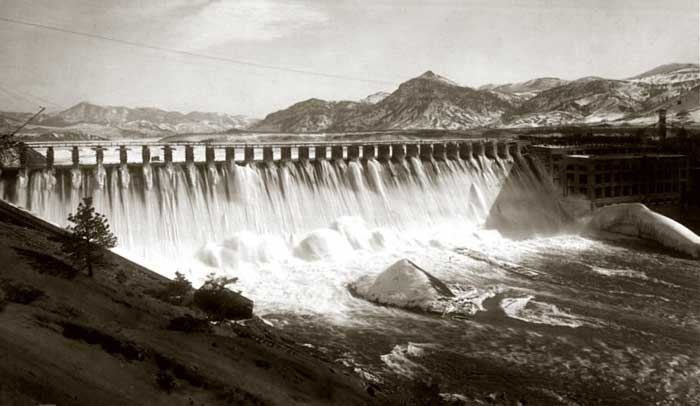
Holter Dam, una presa run-of-the-river en el alto Misuri, poco después de su finalización en 1918

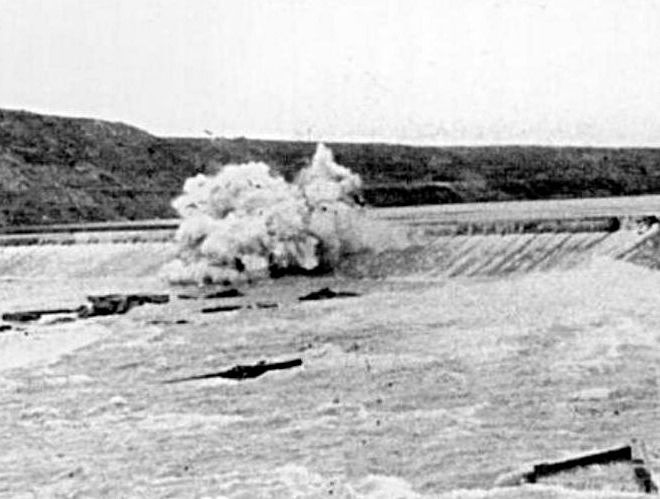
El Black Eagle Dam fue dinamitado en 1908 para salvar Great Falls de la inundación causada por la rotura de la presa de Hauser

A finales del siglo XIX y principios del XX, se construyeron en el curso del Misuri un gran número de presas transformando el 35% del río en una cadena de embalses. El desarrollo del río se vio estimulado por la creciente demanda de electricidad en las zonas rurales del noroeste de la cuenca, y también para evitar las inundaciones y las sequías que asolaron rápidamente las crecientes zonas agrícolas y urbanas en la parte baja del Misuri. Desde la década de 1890 se abordaron pequeños proyectos hidroeléctricos, de propiedad privada, pero las grandes presas para el control de las inundaciones y el embalsamiento que caracterizan el curso medio del río hoy en día no se construyeron hasta la década de 1950.
Entre 1890 y 1940 se construyeron cinco presas en las cercanías de Great Falls (MT) para generar energía a partir de las Great Falls of the Missouri, una cadena de gigantes cascadas formadas por el río a su paso por el oeste de Montana. Black Eagle Dam, construida en 1891 en Black Eagle Falls, fue la primera presa del Misuri. Reemplazada en 1926 con una estructura más moderna, la presa era poco más que un pequeño azud en la cima de las Black Eagle Falls, que desviaba parte del caudal del Misuri hacia la planta de energía de Black Eagle. La mayor de las cinco presas, Ryan Dam, fue construida en 1913. La presa se encuentra justo por encima de los 27 m de Great Falls, la cascada más grande del Misuri.
En el mismo período, varios compañías privadas —principalmente la Montana Power Company— comenzaron a desarrollar el río Misuri para la generación eléctrica por encima de Great Falls y por debajo de Helena (MT). En 1898 se completó, cerca del sitio actual de Canyon Ferry Dam, una pequeña presa de hilo de agua que era la segunda presa en el Misuri. Esta presa de madera rellena de rocas generaba 7,5 megavatios de electricidad para Helena y la zona circundante.: 112  La cercana presa de Hauser, una presa de acero, se terminó en 1907, pero falló en 1908 debido a deficiencias estructurales, causando inundaciones catastróficas río abajo hasta pasado Craig (MO). En Great Falls, una sección de la presa Black Eagle tuvo que ser dinamitada para salvar las fábricas cercanas de la inundación.: 39  Hauser fue reconstruida en 1910 como una estructura de gravedad de hormigón y todavía permanece en uso en la actualidad.
La presa Holter, a unos 72 km aguas abajo de Helena, fue la tercera presa hidroeléctrica construida en este tramo del río Misuri. Cuando fue completada en 1918 por la Montana Power Company y la United Missouri River Power Company, su embalse inundó las Gates of the Mountains, un cañón de piedra caliza que Meriwether Lewis describió como «los acantilados más notables que hemos visto todavía... los torreones y las rocas que sobresalen en muchos lugares parecen dispuestos a caer sobre nosotros». En 1949, el U.S. Bureau of Reclamation (USBR) comenzó la construcción de la moderna presa Canyon Ferry para el control de inundaciones en la zona de Great Falls. En 1954, las aguas procedentes del lago Canyon Ferry sumergieron la antigua presa de 1898, cuya casa de máquinas sigue en pie bajo el agua cerca de 2,4 km aguas arriba de la presa actual.
| [Temperamento del Misuri era] incierto como las acciones de un jurado o el estado de ánimo de una mujer. ("[The Missouri's temperament was] uncertain as the actions of a jury or the state of a woman's mind.") –Sioux City Register, March 28, 1868: 438 |

La cuenca del Misuri sufrió una serie de catastróficas inundaciones alrededor del cambio del siglo XX, sobre todo en 1844, 1881, y 1926–1927. En 1940, como parte de la Gran Depresión-era del New Deal, el Cuerpo de Ingenieros del Ejército de los EE. UU. (U.S. Army Corps of Engineers, o USACE) completó la presa Fort Peck, en Montana. La construcción de este enorme proyecto de obras públicas proporcionó empleo a más de 50 000 trabajadores durante la Gran Depresión y fue un paso importante en el control de inundaciones en la mitad inferior del río Misuri. Sin embargo, Fort Peck solo controla la escorrentía del 11% de las cuencas del río Misuri, y tuvo poco efecto en una grave inundación por deshielo que azotó la cuenca baja tres años después. Este evento fue especialmente destructivo, ya que sumergió las plantas de fabricación en Omaha y Kansas City, lo que retrasó considerablemente los envíos de suministros militares en la Segunda Guerra Mundial.

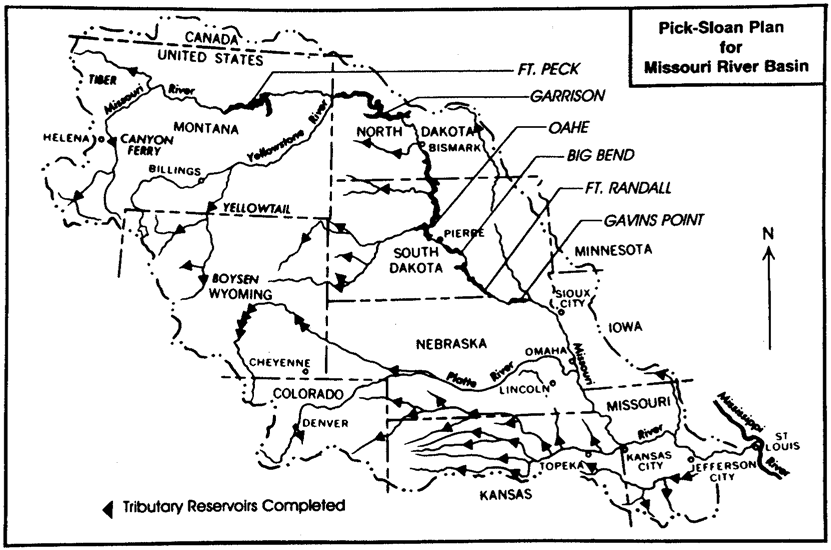
Mapa mostrando los principales accidentes de la Pick–Sloan Plan; otras presas y sus embalses se muestran con triángulos

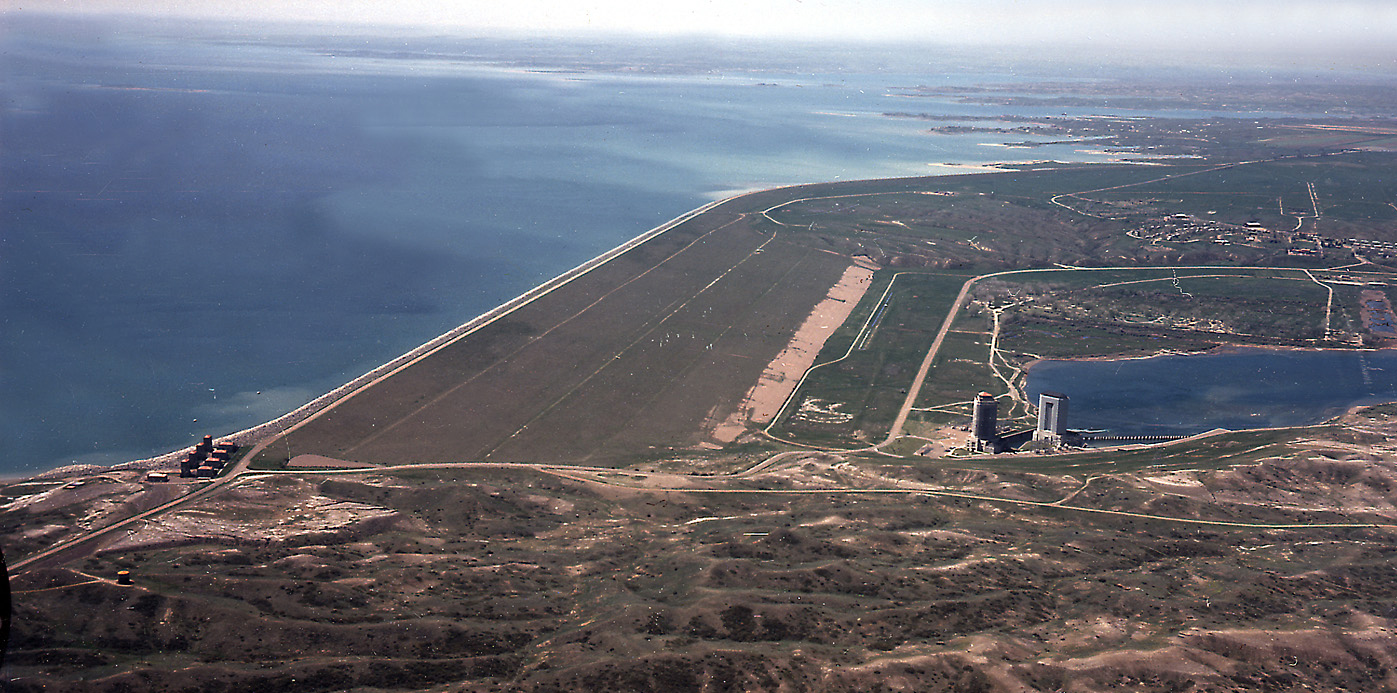
Fort Peck Dam, la presa a más altitud en el Missouri River Mainstem System

Los daños de la inundación en el sistema del río Misisipí-Misuri fueron una de las razones principales por la cual el Congreso de los Estados Unidos aprobó la Ley de Control de Inundaciones de 1944 (Flood Control Act of 1944), abriendo el camino para que el Cuerpo de Ingenieros desarrollase el Misuri en una escala masiva. Esa ley de 1944 autorizó el «Programa Cuenca Misuri Pick–Sloan» (Pick–Sloan Missouri Basin Program, o Pick–Sloan Plan), que era una combinación de dos propuestas muy diferentes: el plan Pick, con énfasis en el control de inundaciones y la energía hidroeléctrica, proponía la construcción de grandes presas de almacenamiento a lo largo del curso principal del Misuri; y el plan Sloan, que hacía hincapié en el desarrollo de la irrigación local e incluía disposiciones para aproximadamente 85 presas más pequeñas en los afluentes.
En las primeras etapas del desarrollo Pick–Sloan se hicieron planes tentativos para construir una presa baja en el Misuri en Riverdale (Dakota del Norte) y 27 presas más pequeñas en el río Yellowstone y sus afluentes. Esto tuvo la oposición de los habitantes de la cuenca de Yellowstone, y, finalmente, el USBR propuso otra solución: elevar en gran medida la altura de la presa propuesta en Riverdale, actual presa Garrison, sustituyendo así el almacenamiento que proporcionaban las presas de Yellowstone. Debido a esta decisión, el Yellowstone es ahora el río de caudal libre más largo en los estados contiguos de los Estados Unidos. En la década de 1950 comenzó la construcción de los cinco embalses del cauce principal –Garrison, Oahe, Big Bend, Fort Randall y Gavins Point– propuestas en el marco del Plan Pick–Sloan. Junto con Fort Peck, que fue integrado como una unidad del Plan Pick–Sloan en la década de 1940, estas presas forman ahora lo que se conoce como el «Sistema Cauce Principal Río Misuri» (Missouri River Mainstem System).
Las seis presas del Mainstem System, principalmente Fort Peck, Garrison y Oahe, están entre las presas más grandes del mundo por volumen; sus extensos embalses también están entre los más grandes de la nación. Embalsando hasta 91,4km³ en total, los seis embalses pueden almacenar el caudal total del río de más de tres años tal como se mide aguas abajo de Gavins Point, la presa inferior. Esta enorme capacidad lo convierte en el sistema de almacenamiento más grande de Estados Unidos y uno de los más grandes en América del Norte. Además de almacenar agua de riego, el sistema también incluye una reserva anual para el control de las inundaciones de 20,1 km³. Las centrales eléctricas en el cauce principal generan alrededor de 9,3 millones de kWh al año, igual a una salida constante de casi 1100 megavatios. Junto con las cerca de 100 presas más pequeñas construidas en los afluentes del Misuri, principalmente en los ríos Bighorn, Platte, Kansas y Osage, el sistema proporciona agua de riego a cerca de 19 000 km² de tierra.
| Presas en el río Misuri | Presas en el río Misuri | Presas en el río Misuri | Presas en el río Misuri | Presas en el río Misuri  | Presas en el río Misuri |
| Presa                   | Estado(s)               | Altura (en m)           | Embalse                 | Capacidad (Acre.ft)      | Capacidad (MW)          |
| ----------------------- | ----------------------- | ----------------------- | ----------------------- | ------------------------ | ----------------------- |
| Presa Toston            | Montana                 | 17                      |                         | 3000                     | 10                      |
| Presa Canyon Ferry      | Montana                 | 69                      | Lago Canyon Ferry       | 1 973 000                | 50                      |
| Presa Hauser            | Montana                 | 24                      | Lago Hauser             | 98 000                   | 19                      |
| Presa Holter            | Montana                 | 38                      | Lago Holter             | 243 000                  | 48                      |
| Presa Black Eagle       | Montana                 | 4,0                     | Long Pool               | 2000                     | 21                      |
| Presa Rainbow           | Montana                 | 8,8                     |                         | 1000                     | 36                      |
| Presa Cochrane          | Montana                 | 18                      |                         | 3000                     | 64                      |
| Presa Ryan              | Montana                 | 19                      |                         | 5000                     | 60                      |
| Presa Morony            | Montana                 | 18                      |                         | 3000                     | 48                      |
| Presa Fort Peck         | Montana                 | 76                      | Lago Fort Peck          | 18 690 000               | 185                     |
| Presa Garrison          | Dakota del Norte        | 64                      | Lago Sakakawea          | 23 800 000               | 515                     |
| Presa Oahe              | Dakota del Sur          | 75                      | Lago Oahe               | 23 500 000               | 786                     |
| Presa Big Bend          | Dakota del Sur          | 29                      | Lago Sharpe             | 1 910 000                | 493                     |
| Presa Fort Randall      | Dakota del Sur          | 50                      | Lago Francis Case       | 5 700 000                | 320                     |
| Presa Gavins Point      | Nebraska Dakota del Sur | 23                      | lago Lewis y Clark      | 492 000                  | 132                     |
| Total                   |                         |                         |                         | align=right\| 76 436 000 | align=right\| 2787      |

La tabla plegada de la derecha lista las estadísticas de las quince presas en el río Misuri, ordenadas aguas abajo. Muchas de las presas de tipo «run-of-the-river» (marcadas en amarillo) necesitan embalses muy pequeños que pueden o no tener nombre; aquellas sin nombrar se dejan en blanco. Todas las presas se encuentran en la mitad superior del río, por encima de la ciudad de Sioux City; la parte baja del río es ininterrumpida debido a su uso desde hace mucho tiempo como un canal de navegación.

## Navegación
| [El flete en el río Misuri] nunca alcanzó sus expectativas. Incluso en la mejor de las circunstancias, nunca fue una gran industria. ("[Missouri River shipping] never achieved its expectations. Even under the very best of circumstances, it was never a huge industry.") ~Richard Opper, antiguo director ejecutivo de la Missouri River Basin Associationr |

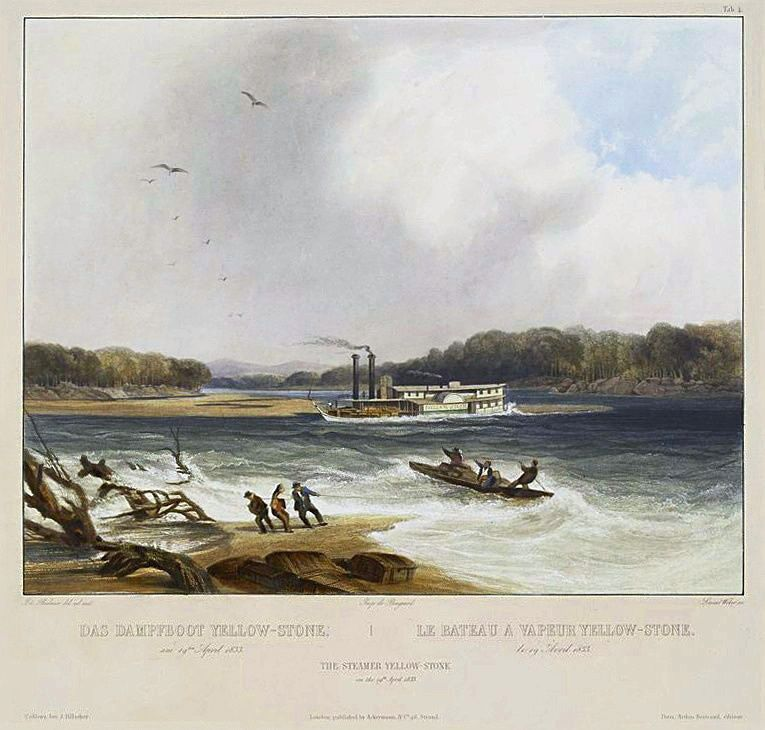
Pintura del barco de vapor Yellowstone, uno de los primeros barcos comerciales que operaron en el río, alrededor de 1833. Las corrientes peligrosas del río provocaron que el barco encallase en un banco de arena en esta ilustración.

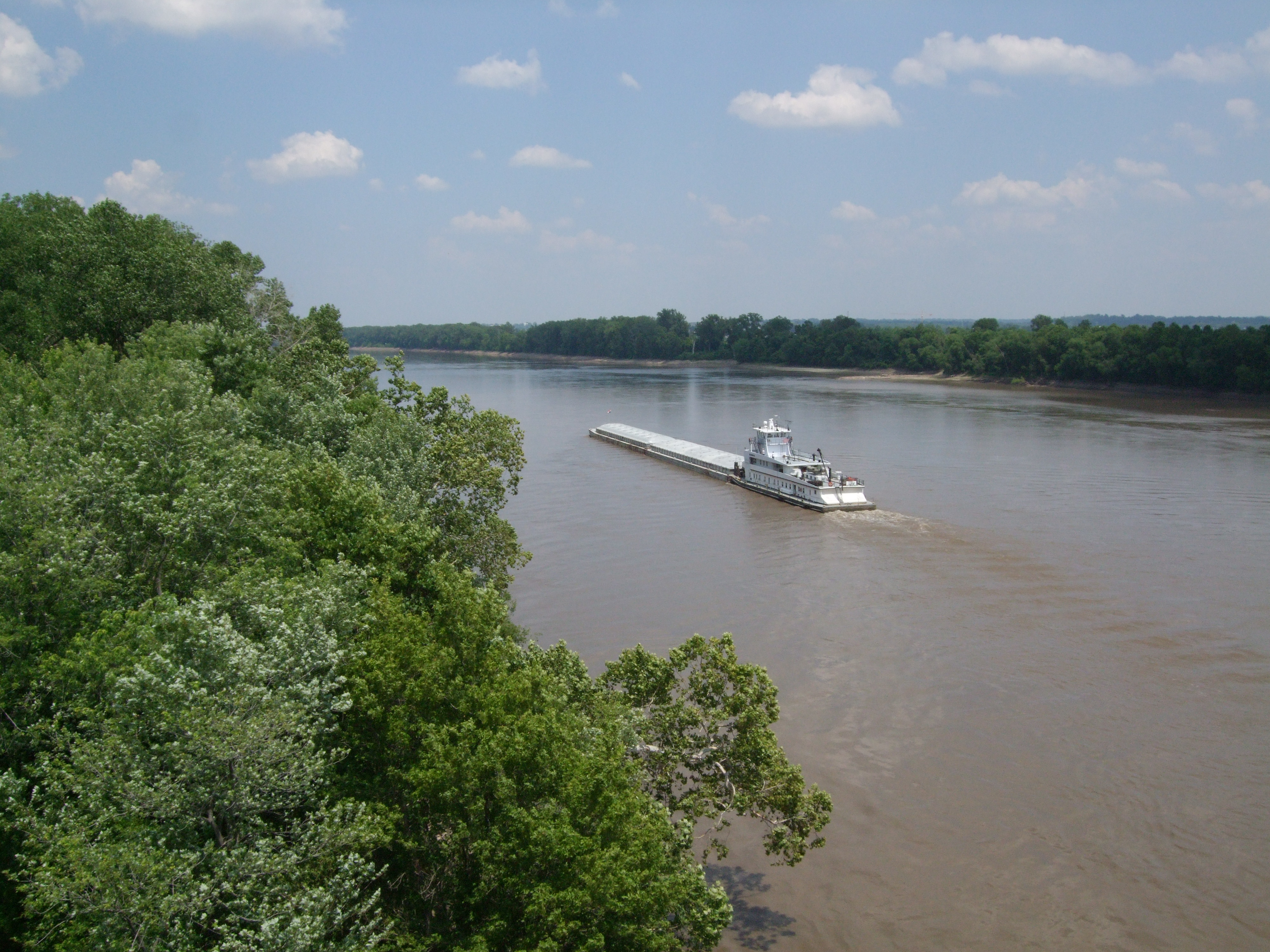
Una barcaza viajando al norte en el Misuri en Highway 364 en Saint Charles (Misuri).

Los viajes en embarcaciones por el Misuri comenzaron con las canoas de marco de madera y los bull boats de los nativos americanos, que fueron utilizadas durante miles de años antes de la introducción de las grandes embarcaciones en el río en la colonización de las Grandes Llanuras. El primer barco de vapor en el Misuri fue el Independence, que comenzó a viajar entre San Luis y Keytesville (Misuri) alrededor de 1819. En la década de 1830, estaban funcionando regularmente buques para el gran correo y cargas entre las ciudades de Kansas City y San Luis, y muchos viajaron aún más lejos río arriba. Un puñado, como el Western Engineer y el Yellowstone, fueron capaces de remontar el Misuri hasta el este de Montana.
Durante el siglo XIX, en la época del comercio de pieles, los barcos de vapor y barcos de quilla comenzaron a recorrer casi toda la longitud del Misuri desde los escarpes en Montana de los Breaks Misuri hasta la boca, llevando pieles de castor y de bisonte hacia y desde las áreas que los tramperos frecuentaban. Esto dio lugar al desarrollo del embarcación mackinaw del río Misuri, que se especializó en el transporte de las pieles. Dado que estas embarcaciones solo podían viajar río abajo, eran desmanteladas y vendidas para madera a su llegada a San Luis.
El transporte fluvial aumentó en la década de 1850 con los múltiple transporte en barcas artesanales de los pioneros, emigrantes y mineros; muchos de estas viajes eran desde San Luis o Independence hasta cerca de Omaha. Allí, la mayoría de esas personas partían por tierra a lo largo del largo pero poco profundo y navegable río Platte, que fue descrito por los pioneros como de «una milla de ancho y una pulgada de profundidad» y «el más magnífico e inútil de los ríos». Los vapores alcanzaron su punto máximo en 1858, cuando operaban a tiempo completo en el Misuri más de 130 barcos, y muchas embarcaciones más pequeñas. Muchas de las primeras embarcaciones fueron construidas en el río Ohio, antes de ser transferidas al Misuri. Se prefirieron los barcos de vapor de paletas a los grandes barcos a vapor que fueron más utilizados en el Misisipí y el Ohio, debido a que tenían mayor capacidad de maniobra.
El éxito de la industria, sin embargo, no garantizaba la seguridad. En las primeras décadas antes de que el caudal del río fuese controlado, sus crecidas y caídas y las enormes cantidades de sedimentos, que impidían una visión clara del fondo, destruyeron unas 300 embarcaciones. Debido a los peligros de la navegación por el río Misuri, la vida útil media de las naves era breve, solo unos cuatro años. El desarrollo del Ferrocarril transcontinental y del Northern Pacific marcaron el principio del fin del comercio en barcos de vapor en el Misuri. Superado por los trenes, el número de barcos disminuyó lentamente, hasta que no quedó casi ninguno en la década de 1890. El transporte de productos agrícolas y mineros por barcazas, sin embargo, experimentó un renacimiento a principios del siglo XX.

### Pasaje hasta Sioux City

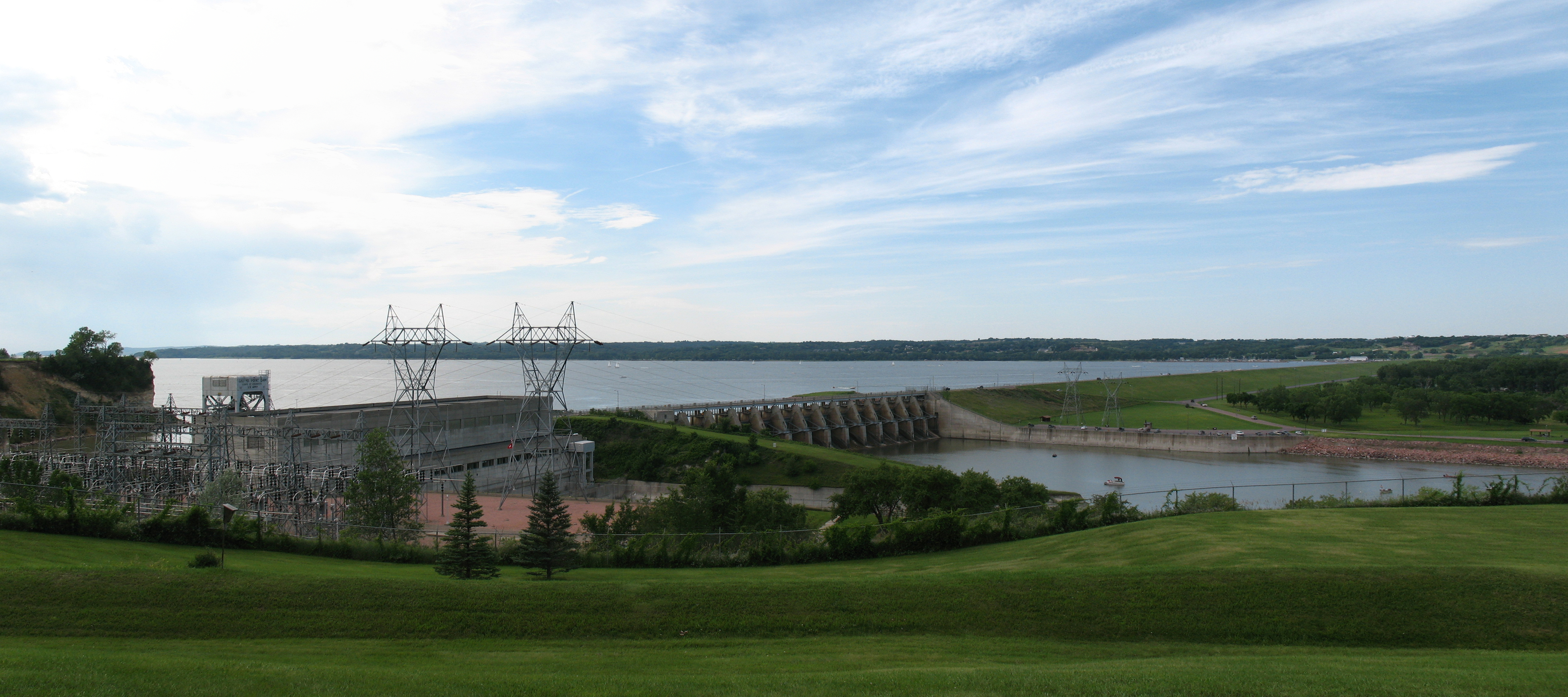
La presa Gavins Point, en Yankton (Dakota del Sur), es el obstáculo a más altitud para la navegación desde la boca en el Misuri hoy.

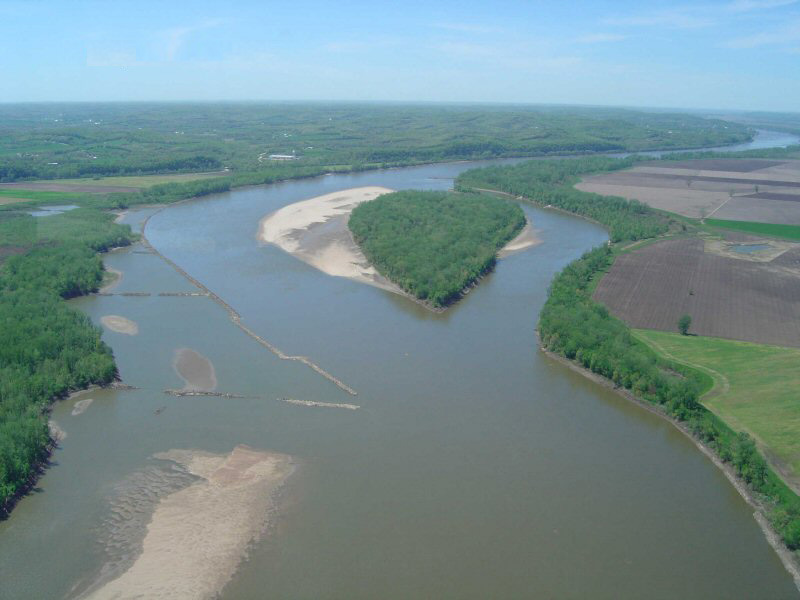
El río Misuri cerca de New Haven (Misuri), mirando aguas arriba. Nótese la presa de escollera que sobresale en el río desde la izquierda para dirigir su caudal en un canal más estrecho

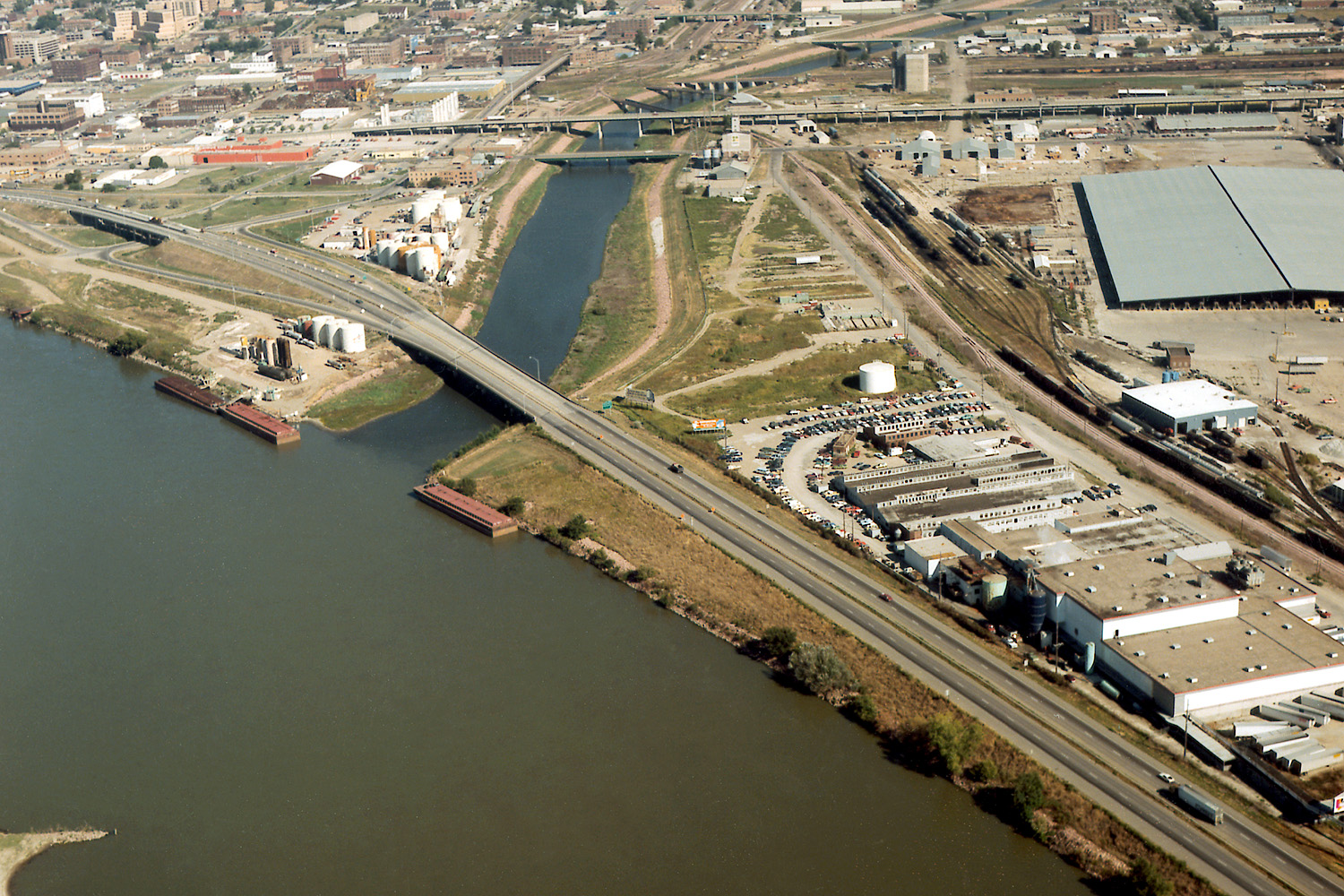
El Misuri en Sioux City, IA, cerca del tramo navegable más alto del río hoy.

Desde comienzos del siglo XX, el río Misuri ha sido acondicionado ampliamente para permitir el transporte fluvial y casi el 32% del río fluye operaban a tiempo completo en el Misuri a través de canales enderezados artificialmente. En 1912, el USACE estaba autorizado para mantener el Misuri con una profundidad de 1,8 m (seis pies) desde el Puerto de Kansas City a la boca, a una distancia de 592 km. Esto se logró construyendo diques y presas ala para dirigir el flujo del río en un canal recto y estrecho para evitar la sedimentación. En 1925, el USACE comenzó un proyecto para ampliar el canal de navegación del río hasta los 61 m (200 pies); dos años más tarde, comenzó el dragado de un canal de aguas profundas desde Kansas City hasta Sioux City. Estas modificaciones han reducido la longitud del río desde unos 4090 km a finales del siglo XIX hasta los actuales 3767 km.
La construcción de presas en el Misuri en el marco del Plan Pick-Sloan en la mitad del siglo XX fue el paso final en la ayuda a la navegación. Los grandes embalses del Mainstem System ayudaron a proporcionar un caudal confiable para mantener el canal de navegación durante todo el año, y fueron capaces de detener la mayoría de crecidas anuales del río. Sin embargo, los ciclos de crecidas y bajas del Misuri —en particular la prolongada sequía de principios del siglo XXI en la cuenca del Misuri y las inundaciones históricas de 1993 y 2011 — son difíciles de controlar incluso para los grandes embalses del Mainstem System.
En 1945, el USACE comenzó el «Proyecto de navegación y Estabilización de Riberas del Río Misuri» (Missouri River Bank Stabilization and Navigation Project), lo que aumentaría de forma permanente el canal de navegación del río hasta una anchura de 91 m (300 pies) y una profundidad de 2,7 m (nueve pies). Durante estos trabajos que continúan hasta nuestros días, los 1183 km del canal de navegación desde Sioux City hasta San Luis han sido controlados mediante la construcción de diques de roca para dirigir el flujo del río y sacando sedimentos, sellando y cortando meandros y canales laterales y dragando el lecho del río. Sin embargo, el Misuri ha resistido a menudo los esfuerzos de la USACE para controlar su profundidad. En 2006, varios barcos de la Guardia Costera de los EE. UU. encallaron en el Misuri debido a que el canal de navegación había quedado severamente enarenado. El USACE fue culpado por no mantener en el canal la profundidad mínima.
En 1929, la Comisión de Navegación del Río Misuri (Missouri River Navigation Commission) estimó que la cantidad total de las mercancías expedidas por el río anualmente sería de unas 15 millones de toneladas (13,6 millones de toneladas métricas), proporcionando un amplio consenso para la creación de un canal de navegación. Sin embargo, el tráfico fluvial desde entonces ha sido mucho menor de lo esperado, y los envíos de materias primas, incluyendo productos, artículos manufacturados, madera y aceite, fueron de media solo 683.000 toneladas (616.000 toneladas) por año desde 1994 hasta 2006.
Por tonelaje de material transportado, el estado de Misuri es con mucho el mayor consumidor, ya que representa el 83% del tráfico del río, mientras que Kansas tiene el 12%, Nebraska el 3% e Iowa el 2%. Casi todo el tráfico de barcazas embarca arena y grava dragados de los 800 km en el bajo Misuri; la parte restante del canal de navegación ahora ve poco o ningún uso de los buques comerciales.

### Declive del tráfico
El tonelaje de mercancías enviadas por barcazas en el río Misuri ha visto una disminución importante de la década de 1960 hasta la actualidad. En la década de 1960, el USACE predijo un aumento de 10 800 000 toneladas/año para el 2000, pero en cambio ha ocurrido lo contrario. La cantidad de bienes cayó desde 3 000 000 t en 1977 a solo 1 180 000 t en 2000. Uno de los mayores descensos se ha producido en los productos agrícolas, especialmente del trigo. Parte de la razón es que las tierras de regadío a lo largo del Misuri solo han sido desarrolladas en una fracción de su potencial. En 2006, las barcazas en el Misuri transportaron solo 180 000 t de productos que es igual a la cantidad de tráfico de mercancías al día en el Misisipí.
Las condiciones de sequía en el siglo XXI y la competencia de otros medios de transporte —principalmente el ferrocarril— son la razón principal de la disminución del tráfico fluvial en el Misuri. El fracaso del USACE para mantener constantemente el canal de navegación también ha obstaculizado la industria. En la actualidad se están realizando esfuerzos para reactivar la industria del transporte fluvial en el Misuri, debido a la eficiencia y baratura para transportar productos agrícolas, y a la saturación en las rutas de transporte alternativas. Se están considerando soluciones como la ampliación del canal de navegación y la liberación de más agua de los embalses durante el pico de la temporada de navegación. Las condiciones de sequía sufridas en 2010, durante las que unas 301 000 t se embarcaron en el Misuri, representan el primer aumento significativo en los envíos desde el año 2000. Sin embargo, las inundaciones en 2011 cerraron un récord del tráfico de barcos en el río.
No hay esclusas ni presas en la parte baja del río Misuri, pero hay un montón de presas ala que Jettie en el río y hacen más difícil navegar a las barcazas. En contraste, el Alto Misisipí tiene 28 esclusas y presas y un promedio de 63 100 000 t de carga al año desde 2008 hasta 2011, y que está cerrado 5 meses del año. Mientras el río Misuri solo arrastró poco más de 300 000 t en 2010 y fue un año de aumento.

## Ecología

### Historia natural

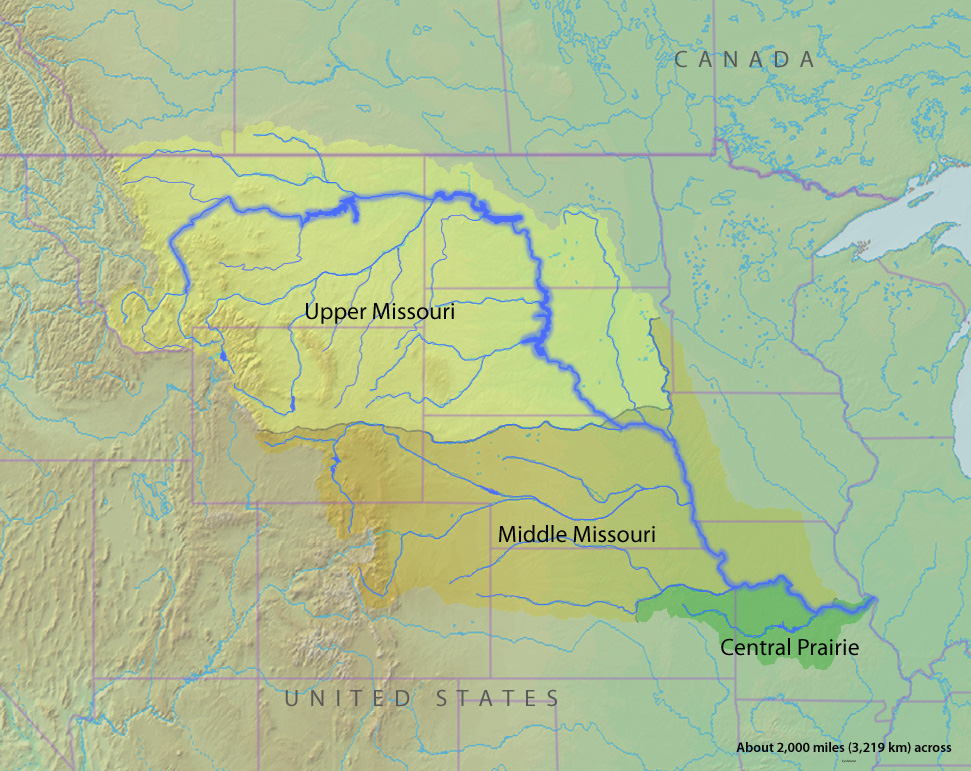
Ecorregiones de agua dulce de la cuenca del Misuri

Históricamente, los miles de kilómetros cuadrados de la llanura de inundación del río Misuri daban soporte a una amplia variedad de especies de plantas y animales. La biodiversidad en general aumentaba al ir aguas abajo desde las cabeceras frías y subalpinas en Montana, hacia el clima templado y húmedo de Misuri. Hoy en día, la zona ribereña del río se compone principalmente de álamos, sauces y sicomoros, con otros tipos de árboles como el arce y fresno.: 436  La altura media de los árboles aumenta generalmente al alejarse de la orilla del río una distancia limitada, ya que la tierra adyacente al río es vulnerable a la erosión del suelo durante las inundaciones. Debido a las grandes concentraciones de sedimentos, el Misuri no soporta muchos invertebrados acuáticos.: 436  Sin embargo, la cuenca alberga cerca de 300 especies de aves: 436  y 150 especies de peces, algunos de ellos en peligro de extinción, como el esturión pálido. Los hábitats acuáticos y ribereños del Misuri también soportan varias especies de mamíferos, como los bisones, nutrias de río, castores, ratones almizcleros y mapaches.: 438 
El Fondo Mundial para la Naturaleza divide la cuenca del Misuri en tres ecorregiones de agua dulce: el Alto Misuri (o Misuri Superior, Upper Missour), Bajo Misuri (Lower Missouri) y la Pradera Central (Central Prairie). El Alto Misuri, que más o menos abarca el área dentro de Montana, Wyoming, el sur de Alberta y Saskatchewan, y Dakota del Norte, se compone principalmente de pastizales semiáridos de arbusto estepario con escasa biodiversidad a causa de las glaciaciones de la Edad de Hielo. No hay especies endémicas conocidas dentro de la región. A excepción de las cabeceras en las Rocosas, hay poca precipitación en esta parte de la cuenca. La ecorregión Medio Misuri, que se extiende a través de Colorado, el suroeste de Minnesota, el norte de Kansas, Nebraska y partes de Wyoming y Iowa, tiene mayor precipitación y se caracteriza por los bosques templados y pastizales. La vida vegetal es más diversa en el Medio Misuri, que es también el hogar de aproximadamente el doble de especies animales. Por último, la ecorregión de la pradera Central se encuentra en la parte inferior del Misuri, abarca la totalidad o partes de Misuri, Kansas, Oklahoma y Arkansas. A pesar de las grandes fluctuaciones estacionales de temperatura, esta región tiene la mayor diversidad de plantas y animales de las tres. Trece especies de cangrejos de río son endémicas del Misuri Inferior.

### Impacto humano

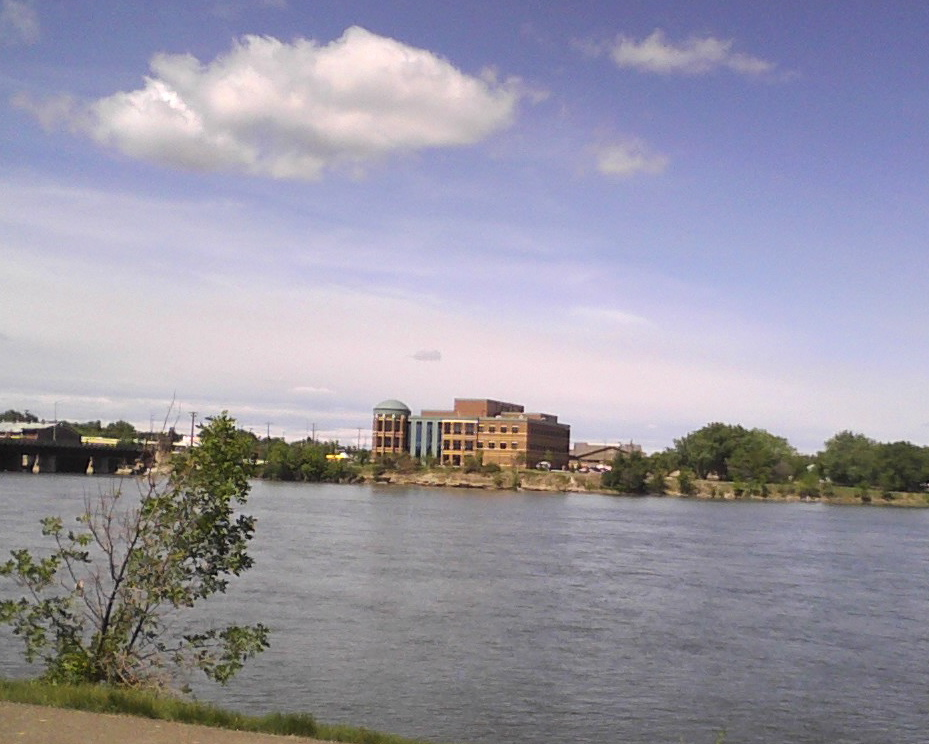
El Misuri a través de Great Falls

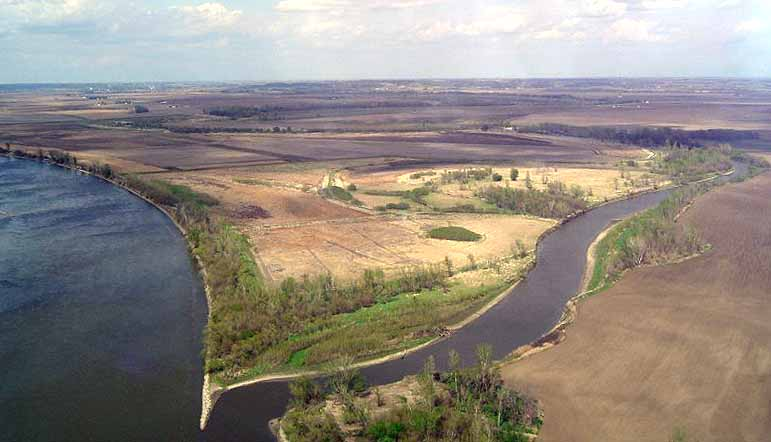
Los campos agrícolas dominan la mayor parte de la antigua llanura de inundación, incluyendo esta área alrededor de la confluencia del Misuri con el río Nishnabotna, en el oeste de Misuri.

Desde el principio del comercio fluvial y del desarrollo industrial en la década de 1800, el Misuri ha sido gravemente contaminado y la calidad de sus aguas ha sido degradada por la actividad humana. La mayor parte del hábitat de las llanuras de inundación del río ha desaparecido, reemplazado por tierras agrícolas de regadío. El desarrollo de la planicie de inundación ha dado lugar a crecientes cantidades de personas e infraestructuras dentro de las áreas con alto riesgo de inundación. Se han construido diques a lo largo de más de un tercio del río con el fin de mantener las crecidas dentro del cauce, pero como consecuencia, la corriente es más rápida con el consiguiente aumento de los caudales máximos en las zonas bajas. La escorrentía de fertilizantes, que provoca elevados niveles de nitrógeno y otros nutrientes, es un problema importante a lo largo del Misuri, especialmente en los estados de Iowa y Misuri. Esta forma de contaminación también afecta en gran medida a los ríos del Alto Misisipí, Illinois y Ohio. Los bajos niveles de oxígeno en los ríos y en la gran zona muerta del golfo de México, al final del delta del Misisipí, es el resultado de las altas concentraciones de nutrientes en el Misuri y otros afluentes del Misisipí.
La canalización del Bajo Misuri ha hecho que el río sea más estrecho, más profundo y menos accesible a la flora y fauna de ribera. Numerosos embalses y proyectos de estabilización de riberas se han construido para facilitar la conversión de 1200 km² de llanura de inundación del río Misuri en tierras agrícolas. El control del cauce ha reducido considerablemente el volumen de sedimentos transportados aguas abajo por el río y eso ha eliminado hábitats críticos de peces, aves y anfibios. A principios del siglo XXI, la disminución de las poblaciones de especies nativas impulsó al Servicio de Pesca y Vida Silvestre de los Estados Unidos (U.S. Fish and Wildlife Service, o USACE) a emitir una opinión biológica recomendando la restauración de los hábitats fluviales de las especies federales de aves y peces en peligro de extinción.
El USACE comenzó a trabajar en los proyectos de restauración de los ecosistemas de la parte baja del Misuri a principios del siglo XXI. Debido a la baja utilización del canal de navegación en el Misuri inferior mantenida por el USACE, ahora se considera factible eliminar algunas de las presas, diques y represas que constriñen el flujo del río, lo que le permitirá restaurar la forma natural sus riberas. En 2001, había 350 km² de llanura de inundación ribereña sometidos a una restauración activa.
Los proyectos de restauración han vuelto a removilizar algunos de los sedimentos que habían quedado atrapados detrás de las estructuras de estabilización ribereña, lo que provocó preocupaciones acerca de los nutrientes exacerbados y de la contaminación de sedimentos a nivel local y aguas abajo en el norte del golfo de México. Un informe del Consejo Nacional de Investigación (United States National Research Council) de 2010 evaluó el papel de los sedimentos en el Misuri, sopesando las estrategias de restauración de los hábitats actuales y algunas formas alternativas para manejar tales sedimentos. El informe encontró necesario comprender mejor los procesos de sedimentación en el Misuri, incluyendo la creación de un «presupuesto de sedimentos» —una contabilidad de transporte de sedimentos, erosión y volúmenes de deposición en toda la longitud del río— que proporcionaría una base para los proyectos de mejora de los estándares de calidad del agua y para proteger las especies en peligro de extinción.

## Turismo y uso recreativo

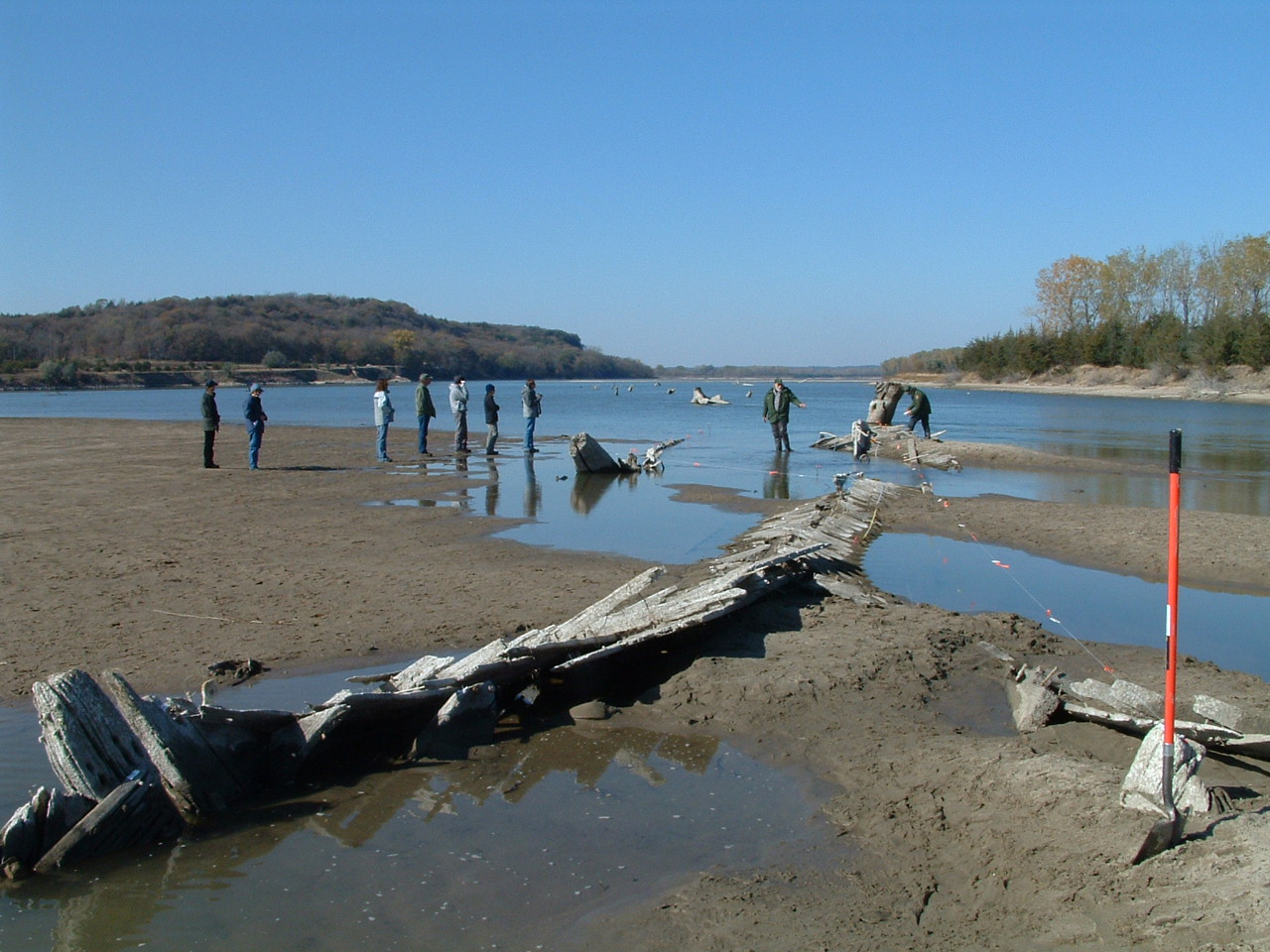
Parte derecha del Missouri National Recreational River, a 98 mi preserved stretch of the Missouri on the border of South Dakota and Nebraska

Con más de 3900 km² de aguas abiertas, los seis embalses del sistema principal del Misuri proporcionan algunas de las principales áreas recreativas dentro de la cuenca. Las visitas se ha incrementado desde los 10 millones de visitantes-hora en la década de 1960 a los más de 60 millones de visitantes-hora en 1990. El desarrollo de los servicios para los visitantes fue estimulado por la Ley de Proyecto de Recreación de Aguas Federales de 1965 (Federal Water Project Recreation Act ), que requirió que el USACE construyese y mantuviese las rampas para botes, campamentos y otras instalaciones públicas a lo largo de los principales embalses. Se estima que el uso recreativo de los embalses del río Misuri contribuyen con $ 85-100 millones a la economía regional cada año.
El Sendero Histórico Nacional Lewis y Clark, de unos 6000 km de longitud, sigue casi todo el Misuri desde su desembocadura hasta su origen, siguiendo parte de la ruta de la expedición de Lewis y Clark. Extendiéndose desde Wood River (Illinois), en el este, hasta Astoria (Oregón), en el oeste, también sigue tramos de los ríos Misisipí y Columbia. El sendero, que discurre a través de once estados, es gestionado por varias agencias federales y estatales, pasa por unos 100 sitios históricos, lugares arqueológicos en particular como el Knife River Indian Villages National Historic Site.
Algunas partes del propio río han sido designadas para su uso recreativo o preservacional. El Recreativo Nacional Río Misuri (Missouri National Recreational River) consiste en porciones de la Misuri río abajo de las presas de Fort Randall y Gavins Point con un total de 158 km. Estos tramos presentan islas, meandros, bancos de arena, rocas submarinas, riffles, snags (árboles muertos), y otros accidentes antes comunes en la parte baja del río que ahora han desaparecido bajo los embalses o han sido destruidos por la canalización. Cuarenta y cinco naufragios de barcos de vapor se encuentran dispersos a lo largo de estos tramos del río.
Aguas abajo de Great Falls (Montana), unos 240 km del curso del río discurren a través de una serie de cañones y tierras bajas conocido como el Missouri Breaks. Esta parte del río, designada como National Wild and Scenic River en 1976, fluye dentro del monumento nacional Upper Missouri Breaks (Upper Missouri Breaks National Monument), un área de 1520 km² de preserva que comprende acantilados, profundos barrancos, áridas llanuras, tierras baldías, sitios arqueológicos y rápidos de aguas blancas en el propio Misuri. La preserva incluye una amplia variedad de vida vegetal y animal; las actividades de ocio y esparcimiento incluyen canotaje, balsismo, senderismo y la observación de vida silvestre.
En el centro norte de Montana, unos 4500 km² a lo largo de más de 201 km del río Misuri, centrados alrededor del lago Fort Peck, comprenden el refugio de vida salvaje Charles M. Russell (Charles M. Russell National Wildlife Refuge). El refugio de vida silvestre consiste en un ecosistema nativo del norte de las Grandes Llanuras que no ha sido afectado por el desarrollo humano, a excepción de la construcción de la presa de Fort Peck. Aunque hay pocos senderos designados, la reserva está abierta para hacer senderismo y acampada.
Algunos parques nacionales de los Estados Unidos, como el parque nacional de los Glaciares, parque nacional de las Montañas Rocosas, el parque nacional de Yellowstone y el parque nacional Badlands están en la cuenca del Misuri. Tramos de otros ríos de la cuenca se reservan para la preservación y el uso recreativo, sobre todo el Niobrara National Scenic River, que es un tramo protegido de 122 km del río Niobrara, uno de los afluentes más largos del Misuri. El Misuri fluye a través, o más allá, de varios monumentos históricos nacionales, como el Three Forks of the Missouri, Fort Benton, Montana, Big Hidatsa Village Site, Fort Atkinson, Nebraska y Arrow Rock Historic District.

## Afluentes
El río Misuri tiene muchísimos afluentes, siendo los más importantes los que recoge la tabla siguiente. Los afluentes se ordenan geográficamente, siguiendo el río desde su nacimiento hasta la desembocadura. 
| Ramal | Ramal | Nombre del afluente                  | Nombre del afluente                  | Nombre del afluente                  | Nombre del afluente                  | Desembocadura | Localidad boca                                     | Longitud (km) | Cuenca (km²) | Caudal (m³/s) | Estado(s) por los que discurre                  | Tramo                   | Tramo           |
| —     | —     | Río Jefferson                        | Río Jefferson                        | Río Jefferson                        | Río Jefferson                        | -             | Three Forks                                        | 124           |              |               | Montana                                         | Montana                 | Cabeceras       |
| —     | —     |                                      | Río Big Hole                         | Río Big Hole                         | Río Big Hole                         | Jefferson     | ?                                                  | 246           |              |               | Montana                                         | Montana                 | Cabeceras       |
| —     | —     | Río Madison                          | Río Madison                          | Río Madison                          | Río Madison                          | -             | Three Forks                                        | 295           |              |               | Montana Wyoming                                 | Montana                 | Cabeceras       |
| —     | —     | Río Gallatin                         | Río Gallatin                         | Río Gallatin                         | Río Gallatin                         | -             | Three Forks                                        | 193           |              |               | Montana Wyoming                                 | Montana                 | Cabeceras       |
| —     | D     | Río Sixteen Mile                     | Río Sixteen Mile                     | Río Sixteen Mile                     | Río Sixteen Mile                     | Misuri        | Toston                                             | 111           |              |               | Montana                                         | Montana                 | Curso superior  |
| I     | —     | Río Dearborn                         | Río Dearborn                         | Río Dearborn                         | Río Dearborn                         | Misuri        | Cerca de Craig                                     | 113           | 1100         | 5,5           | Montana                                         | Montana                 | Curso superior  |
| —     | D     | Río Smith                            | Río Smith                            | Río Smith                            | Río Smith                            | Misuri        | Suroeste de Great Falls                            | 95            |              |               | Montana                                         | Montana                 | Curso superior  |
| I     | —     | Río Sun (o río Medicine)             | Río Sun (o río Medicine)             | Río Sun (o río Medicine)             | Río Sun (o río Medicine)             | Misuri        | Great Falls                                        | 209           | 4856         | 19            | Montana                                         | Montana                 | Curso superior  |
| —     | D     | Arroyo Belt                          | Arroyo Belt                          | Arroyo Belt                          | Arroyo Belt                          | Misuri        | Great Falls Portage                                | 129           |              |               | Montana                                         | Montana                 | Curso superior  |
| I     | -     | Río Marías                           | Río Marías                           | Río Marías                           | Río Marías                           | Misuri        | Loma                                               | 461           | 23 440       | 29,5          | Montana                                         | Montana                 | Curso superior  |
| —     | —     |                                      | Río Teton                            | Río Teton                            | Río Teton                            | Marías        | Loma                                               | 240           | 5248         |               | Montana                                         | Montana                 | Curso superior  |
| —     | —     |                                      | Arroyo Cut Bank                      | Arroyo Cut Bank                      | Arroyo Cut Bank                      | Marías        | Cut Bank (Montana)                                 | 123           |              |               | Montana                                         | Montana                 | Curso superior  |
| —     | —     |                                      | Río Two Medicine                     | Río Two Medicine                     | Río Two Medicine                     | María         | Browning                                           | 97            |              | 10,6          | Montana                                         | Montana                 | Curso superior  |
| —     | D     | Arroyo Arrow                         | Arroyo Arrow                         | Arroyo Arrow                         | Arroyo Arrow                         | Misuri        | White Cliffs Area                                  | 73            |              |               | Montana                                         | Montana                 | Curso superior  |
| -     | D     | Río Judith                           | Río Judith                           | Río Judith                           | Río Judith                           | Misuri        | Noroeste de Winifred (Montana)                     | 200           |              | 8,3           | Montana                                         | Montana                 | Curso superior  |
| —     | —     | Arroyo Cow                           | Arroyo Cow                           | Arroyo Cow                           | Arroyo Cow                           | Misuri        | Noroeste de Winifred (Montana)                     | 56            |              |               | Montana                                         | Montana                 | Curso superior  |
| —     | D     | Río Musselshell                      | Río Musselshell                      | Río Musselshell                      | Río Musselshell                      | Misuri        | Cola del lago de Fort Peck                         | 685           | 24 800       | 7,2           | Montana                                         | Montana                 | Curso superior  |
| I     | —     | Río Milk                             | Río Milk                             | Río Milk                             | Río Milk                             | Misuri        | Condado de Valley                                  | 1173          | 61 642       | 17            | Montana · ( Alberta, Canadá)                    | Montana                 | Curso superior  |
| —     | —     |                                      | Río Frenchman                        | Río Frenchman                        | Río Frenchman                        | Milk          | Norte de Saco                                      | 341           | 6100         | 2,16          | Montana · ( Alberta, Canadá)                    | Montana                 | Curso superior  |
| —     | —     |                                      | Arroyo Battle                        | Arroyo Battle                        | Arroyo Battle                        | Milk          | Condado de Blaine                                  | 203           | 2600         |               | Montana · ( Alberta, Canadá)                    | Montana                 | Curso superior  |
| —     | D     | Río Redwater                         | Río Redwater                         | Río Redwater                         | Río Redwater                         | Misuri        | Sur de Poplar                                      | 177           |              | 4,3           | Montana                                         | Montana                 | Curso superior  |
| I     | —     | Río Poplar                           | Río Poplar                           | Río Poplar                           | Río Poplar                           | Misuri        | Cerca de Poplar                                    | 269           |              | 3,5           | Montana · ( Saskatchewan, Canadá)               | Montana                 | Curso superior  |
| I     | —     | Río Big Muddy                        | Río Big Muddy                        | Río Big Muddy                        | Río Big Muddy                        | Misuri        | Oeste de Culbertson                                | 307           |              |               | Montana · ( Saskatchewan, Canadá)               | Montana                 | Curso superior  |
| —     | D     | Río Yellowstone                      | Río Yellowstone                      | Río Yellowstone                      | Río Yellowstone                      | Misuri        | Cerca de Buford                                    | 1114          | 181 300      |               | Dakota del Norte                                | Dakota del Norte        | Curso superior  |
| —     | —     |                                      | Río Powder—South Fork Powder River   | Río Powder—South Fork Powder River   | Río Powder—South Fork Powder River   | Yellowstone   | Cerca de Terry                                     | 604           | 56 656       | 16            | Montana Wyoming                                 | Dakota del Norte        | Curso superior  |
| —     | —     |                                      | Río Tongue                           | Río Tongue                           | Río Tongue                           | Yellowstone   | Cerca de Miles City                                | 426           | 13 980       | 11            | Montana Wyoming                                 | Dakota del Norte        | Curso superior  |
| —     | —     |                                      |                                      | Arroyo Pumpkin                       | Arroyo Pumpkin                       | Tongue        | Garland                                            | 114           |              |               | Montana                                         | Dakota del Norte        | Curso superior  |
| —     | —     |                                      | Río Bighorn-Wind                     | Río Bighorn-Wind                     | Río Bighorn-Wind                     | Yellowstone   | Condado de Big Horn                                | 742           | 59 270       | 103           | Montana Wyoming                                 | Dakota del Norte        | Curso superior  |
| —     | —     |                                      |                                      | Río Little Bighorn                   | Río Little Bighorn                   | Bighorn       | Hardin                                             | 222           |              |               | Montana Wyoming                                 | Dakota del Norte        | Curso superior  |
| —     | —     |                                      |                                      | Río Shoshone                         | Río Shoshone                         | Bighorn       | Cerca de Lovell                                    | 160           | 7741         | 29            | Wyoming                                         | Dakota del Norte        | Curso superior  |
| —     | —     |                                      |                                      | Río Greybull                         | Río Greybull                         | Bighorn       | Greybull                                           | 145           |              |               | Wyoming                                         | Dakota del Norte        | Curso superior  |
| —     | —     |                                      |                                      | Río Nowood                           | Río Nowood                           | Bighorn       | Manderson                                          | 153           |              |               | Wyoming                                         | Dakota del Norte        | Curso superior  |
| —     | —     |                                      |                                      | Río Little Wind                      | Río Little Wind                      | Bighorn       | Cerca de Riverton                                  | 80            | 4930         | 15,7          | Wyoming                                         | Dakota del Norte        | Curso superior  |
| —     | —     |                                      | Río Clarks Fork Yellowstone          | Río Clarks Fork Yellowstone          | Río Clarks Fork Yellowstone          | Yellowstone   | Laurel                                             | 227           | 7210         | 32,3          | Montana                                         | Dakota del Norte        | Curso superior  |
| —     | —     |                                      | Río Stillwater                       | Río Stillwater                       | Río Stillwater                       | Yellowstone   | Cerca de Columbus                                  | 113           | 2840         | 25,7          | Montana                                         | Dakota del Norte        | Curso superior  |
| —     | —     |                                      | Río Boulder                          | Río Boulder                          | Río Boulder                          | Yellowstone   | Big Timber                                         | 96            |              |               | Montana                                         | Dakota del Norte        | Curso superior  |
| —     | —     |                                      | Río Shields                          | Río Shields                          | Río Shields                          | Yellowstone   | Cerca de Livingston                                | 105,2         |              |               | Montana                                         | Dakota del Norte        | Curso superior  |
| —     | —     | Río Little Muddy                     | Río Little Muddy                     | Río Little Muddy                     | Río Little Muddy                     | Misuri        | Williston                                          | 72            |              |               | Dakota del Norte                                | Dakota del Norte        | Curso superior  |
| —     | —     | Río White Earth                      | Río White Earth                      | Río White Earth                      | Río White Earth                      | Misuri        | Lago Sakakawea                                     | 80            |              |               | Dakota del Norte                                | Dakota del Norte        | Curso superior  |
| —     | —     | Río Tobacco Garden                   | Río Tobacco Garden                   | Río Tobacco Garden                   | Río Tobacco Garden                   | Misuri        | Tobacco Garden Bay, un entrante del lago Sakakawea | 48            |              |               | Dakota del Norte                                | Dakota del Norte        | Curso superior  |
| —     | D     | Río Pequeño Misuri (Little Missouri) | Río Pequeño Misuri (Little Missouri) | Río Pequeño Misuri (Little Missouri) | Río Pequeño Misuri (Little Missouri) | Misuri        | Lago Sakakawea, cerca de Killdeer,                 | 901           | 21 523       | 15            | Dakota del Norte Dakota del Sur Montana Wyoming | Dakota del Norte        | Curso superior  |
| —     | D     | Río Knife                            | Río Knife                            | Río Knife                            | Río Knife                            | Misuri        | Norte de Stanton                                   | 193           |              |               | Dakota del Norte                                | Dakota del Norte        | Curso superior  |
| —     | D     | Río Heart                            | Río Heart                            | Río Heart                            | Río Heart                            | Misuri        | Mandan                                             | 290           | 8728         | 8             | Dakota del Norte                                | Dakota del Norte        | Curso superior  |
| —     | D     | Río Cannonball                       | Río Cannonball                       | Río Cannonball                       | Río Cannonball                       | Misuri        | Lago Oahe, cerca de Cannon Ball                    | 217           |              | 7,1           | Dakota del Norte                                | Dakota del Norte        | Curso superior  |
| —     | D     | Sistema Grand—South Fork Grand       | Sistema Grand—South Fork Grand       | Sistema Grand—South Fork Grand       | Sistema Grand—South Fork Grand       | Misuri        | Mobridge                                           | 320           | 14 479,3     | 8,68          | Dakota del Sur                                  | Dakota del Sur          | Curso superior  |
| —     | —     |                                      | Río North Fork Grand                 | Río North Fork Grand                 | Río North Fork Grand                 | Misuri        | Shadehill                                          | 129           |              |               | Dakota del Norte Dakota del Sur                 | Dakota del Sur          | Curso superior  |
| —     | D     | Río Moreau                           | Río Moreau                           | Río Moreau                           | Río Moreau                           | Misuri        | Lago Oahe, cerca de Akaska                         | 467,2         | 14 077,4     | 9,56          | Dakota del Sur                                  | Dakota del Sur          | Curso superior  |
| —     | D     | Río Cheyenne                         | Río Cheyenne                         | Río Cheyenne                         | Río Cheyenne                         | Misuri        | ?                                                  | 475           | 62 800       |               | Dakota del Sur Wyoming                          | Dakota del Sur          | Curso superior  |
| —     | —     |                                      | Río Belle Fourche                    | Río Belle Fourche                    | Río Belle Fourche                    | Cheyenne      | ?                                                  | 470           |              |               | Dakota del Sur Wyoming                          | Dakota del Sur          | Curso superior  |
| —     | —     |                                      | Arroyo Rapid                         | Arroyo Rapid                         | Arroyo Rapid                         | Cheyenne      | Sureste de Farmingdale                             | 189,73        | 1852,3       | 2,63          | Dakota del Sur                                  | Dakota del Sur          | Curso superior  |
| —     | —     |                                      | Arroyo French                        | Arroyo French                        | Arroyo French                        | Cheyenne      | Red Shirt                                          | 100           |              |               | Dakota del Sur                                  | Dakota del Sur          | Curso superior  |
| —     | D     | Río Bad                              | Río Bad                              | Río Bad                              | Río Bad                              | Misuri        | ?                                                  | 177           |              |               | Dakota del Sur                                  | Dakota del Sur          | Curso superior  |
| —     | D     | Río White                            | Río White                            | Río White                            | Río White                            | Misuri        | ?                                                  | 933           | 26 000       | 0             | Dakota del Sur Nebraska                         | Dakota del Sur          | Curso superior  |
| —     | —     |                                      | Río Little White                     | Río Little White                     | Río Little White                     | White         | ?                                                  | 377           |              |               | Dakota del Sur                                  | Dakota del Sur          | Curso superior  |
| —     | —     |                                      | Arroyo Wounded Knee                  | Arroyo Wounded Knee                  | Arroyo Wounded Knee                  | White         | ?                                                  | 160           |              |               | Dakota del Sur                                  | Dakota del Sur          | Curso superior  |
| —     | —     | Arroyo Ponca                         | Arroyo Ponca                         | Arroyo Ponca                         | Arroyo Ponca                         | Misuri        | ?                                                  | 224           | 2100         |               | Dakota del Sur Nebraska                         | Dakota del Sur          | Curso superior  |
| —     | D     | Río Niobrara                         | Río Niobrara                         | Río Niobrara                         | Río Niobrara                         | Misuri        | Cerca de Niobrara                                  | 692           | 29 992       | 49            | Nebraska Wyoming                                | Dakota del Sur/Nebraska | Curso Medio     |
| —     | —     |                                      | Río Keya Paha                        | Río Keya Paha                        | Río Keya Paha                        | Niobrara      | Butte                                              | 204           | 4429         |               | Dakota del Sur Nebraska                         | Dakota del Sur/Nebraska | Curso Medio     |
| —     | —     |                                      | Río Snake                            | Río Snake                            | Río Snake                            | Niobrara      | Suroeste de Valentine                              | 203           | 4429         |               | Nebraska                                        | Dakota del Sur/Nebraska | Curso Medio     |
| I     | —     | Río James                            | Río James                            | Río James                            | Río James                            | Misuri        | Yankton                                            | 1143          | 54 240       | 18            | Dakota del Sur Dakota del Norte                 | Dakota del Sur/Nebraska | Curso Medio     |
| I     | —     | Río Vermillion                       | Río Vermillion                       | Río Vermillion                       | Río Vermillion                       | Misuri        | ?                                                  | 72            |              |               | Dakota del Sur                                  | Dakota del Sur/Nebraska | Curso Medio     |
| I     | —     | Río Big Sioux                        | Río Big Sioux                        | Río Big Sioux                        | Río Big Sioux                        | Misuri        | ?                                                  | 674           |              |               | Dakota del Sur Iowa                             | Dakota del Sur/Iowa     | Curso Medio     |
| —     | —     |                                      | Río Snake                            | Río Snake                            | Río Snake                            | Big Sioux     | ?                                                  | 232           |              |               | Iowa Minnesota                                  | Dakota del Sur/Iowa     | Curso Medio     |
| I     | —     | Río Perry                            | Río Perry                            | Río Perry                            | Río Perry                            | Misuri        | ?                                                  | 46,5          |              |               | Iowa                                            | Nebraska/Iowa           | Curso Medio     |
| I     | —     | Río Floyd                            | Río Floyd                            | Río Floyd                            | Río Floyd                            | Misuri        | ?                                                  | 180           |              |               | Iowa                                            | Nebraska/Iowa           | Curso Medio     |
| I     | —     | Río Little Sioux                     | Río Little Sioux                     | Río Little Sioux                     | Río Little Sioux                     | Misuri        | ?                                                  | 415           |              |               | Iowa Minnesota                                  | Nebraska/Iowa           | Curso Medio     |
| —     | —     |                                      | Río Maple                            | Río Maple                            | Río Maple                            | Little Sioux  | ?                                                  | 160           |              |               | Iowa                                            | Nebraska/Iowa           | Curso Medio     |
| —     | —     |                                      | Río West Fork of the Little Sioux    | Río West Fork of the Little Sioux    | Río West Fork of the Little Sioux    | Little Sioux  | ?                                                  | 153           |              |               | Iowa                                            | Nebraska/Iowa           | Curso Medio     |
| —     | —     |                                      | Río Ocheyedan                        | Río Ocheyedan                        | Río Ocheyedan                        | Little Sioux  | ?                                                  | 93            |              |               | Iowa Minnesota                                  | Nebraska/Iowa           | Curso Medio     |
| I     | —     | Río Soldier                          | Río Soldier                          | Río Soldier                          | Río Soldier                          | Misuri        | ?                                                  | 108           |              |               | Iowa                                            | Nebraska/Iowa           | Curso Medio     |
| —     | —     | Río Boyer                            | Río Boyer                            | Río Boyer                            | Río Boyer                            | Misuri        | ?                                                  | 190           |              |               | Iowa                                            | Nebraska/Iowa           | Curso Medio     |
| —     | —     | Arroyo Mosquito                      | Arroyo Mosquito                      | Arroyo Mosquito                      | Arroyo Mosquito                      | Misuri        | ?                                                  | 97            |              |               | Iowa                                            | Nebraska/Iowa           | Curso Medio     |
| —     | D     | Río Platte                           | Río Platte                           | Río Platte                           | Río Platte                           | Misuri        | ?                                                  | 499           | 219 916      | 199           | Nebraska                                        | Nebraska/Iowa           | Curso Medio     |
| —     | —     |                                      | Río Elkhorn                          | Río Elkhorn                          | Río Elkhorn                          | Platte        | ?                                                  | 470           | 18 000       |               | Nebraska                                        | Nebraska/Iowa           | Curso Medio     |
| —     | —     |                                      | Río Loup                             | Río Loup                             | Río Loup                             | Platte        | ?                                                  | 115           | 38 850       |               | Nebraska                                        | Nebraska/Iowa           | Curso Medio     |
| —     | —     |                                      |                                      | Río Loup Norte                       | Río Loup Norte                       | Loup          | ?                                                  | 335           |              |               | Nebraska                                        | Nebraska/Iowa           | Curso Medio     |
| —     | —     |                                      |                                      | Río Loup South                       | Río Loup South                       | Loup          | ?                                                  |               |              |               | Nebraska                                        | Nebraska/Iowa           | Curso Medio     |
| —     | —     |                                      |                                      |                                      | Río Dismal                           | Loup South    | ?                                                  | 115,7         |              |               | Nebraska                                        | Nebraska/Iowa           | Curso Medio     |
| —     | —     |                                      | Río Platte Norte                     | Río Platte Norte                     | Río Platte Norte                     | Platte        | ?                                                  | 1094          | 80 031       | 38            | Nebraska Colorado Wyoming                       | Nebraska/Iowa           | Curso Medio     |
| —     | —     |                                      |                                      | Río Sweetwater                       | Río Sweetwater                       | Platte Norte  | ?                                                  | 383           |              |               | Wyoming                                         | Nebraska/Iowa           | Curso Medio     |
| —     | —     |                                      |                                      | Río Medicine Bow                     | Río Medicine Bow                     | Platte Norte  | ?                                                  | 314           |              |               | Wyoming                                         | Nebraska/Iowa           | Curso Medio     |
| —     | —     |                                      |                                      |                                      | Arroyo Rock                          | Medicine Bow  | ?                                                  | 201           |              | 2,3           | Wyoming                                         | Nebraska/Iowa           | Curso Medio     |
| —     | —     |                                      |                                      |                                      | Río Little Medicine Bow              | Medicine Bow  | ?                                                  | 106           |              |               | Wyoming                                         | Nebraska/Iowa           | Curso Medio     |
| —     | —     |                                      |                                      | Río Míchigan                         | Río Míchigan                         | Platte Norte  | ?                                                  | 111           |              |               | Colorado                                        | Nebraska/Iowa           | Curso Medio     |
| —     | —     |                                      |                                      |                                      | Río Illinois                         | Míchigan      | ?                                                  | 114           |              |               | Colorado                                        | Nebraska/Iowa           | Curso Medio     |
| —     | —     |                                      |                                      | Río Laramie                          | Río Laramie                          | Platte Norte  | ?                                                  | 451           | 11 820       | 3,7           | Wyoming Colorado                                | Nebraska/Iowa           | Curso Medio     |
| —     | —     |                                      |                                      |                                      | Río North Laramie                    | Laramie       | ?                                                  | 139           |              |               | Wyoming                                         | Nebraska/Iowa           | Curso Medio     |
| —     | —     |                                      |                                      |                                      | Río Chugwater                        | Laramie       | ?                                                  | 149           |              |               | Wyoming                                         | Nebraska/Iowa           | Curso Medio     |
| —     | —     |                                      | Río Platte Sur (o río Jesús María)   | Río Platte Sur (o río Jesús María)   | Río Platte Sur (o río Jesús María)   | Platte        | ?                                                  | 711           | 62 738       |               | Colorado Nebraska                               | Nebraska/Iowa           | Curso Medio     |
| —     | —     |                                      |                                      | Arroyo Lodgepole                     | Arroyo Lodgepole                     | Platte Sur    | ?                                                  | 447           |              |               | Colorado                                        | Nebraska/Iowa           | Curso Medio     |
| —     | —     |                                      |                                      | Arroyo Pawnee                        | Arroyo Pawnee                        | Platte Sur    | ?                                                  |               |              |               | Colorado                                        | Nebraska/Iowa           | Curso Medio     |
| —     | —     |                                      |                                      | Arroyo Box Elder                     | Arroyo Box Elder                     | Platte Sur    | ?                                                  |               |              |               | Colorado                                        | Nebraska/Iowa           | Curso Medio     |
| —     | —     |                                      |                                      | Río Cache La Poudre                  | Río Cache La Poudre                  | Platte Sur    | ?                                                  | 203           |              | 4,6           | Colorado                                        | Nebraska/Iowa           | Curso Medio     |
| —     | —     |                                      |                                      | Río Big Thompson                     | Río Big Thompson                     | Platte Sur    | ?                                                  | 123           |              | 2,05          | Colorado                                        | Nebraska/Iowa           | Curso Medio     |
| —     | —     |                                      |                                      | Arroyo Clear                         | Arroyo Clear                         | Platte Sur    | ?                                                  | 102           |              |               | Colorado                                        | Nebraska/Iowa           | Curso Medio     |
| —     | —     |                                      |                                      | Arroyo Cherry                        | Arroyo Cherry                        | Platte Sur    | ?                                                  | 103           |              |               | Colorado                                        | Nebraska/Iowa           | Curso Medio     |
| —     | —     |                                      |                                      | Arroyo Beaver                        | Arroyo Beaver                        | Platte Sur    | ?                                                  | 266           | 2940         |               | Colorado                                        | Nebraska/Iowa           | Curso Medio     |
| —     | —     |                                      |                                      | Arroyo Crow                          | Arroyo Crow                          | Platte Sur    | ?                                                  | 246           |              |               | Colorado                                        | Nebraska/Iowa           | Curso Medio     |
| —     | —     |                                      |                                      | Arroyo Kiowa                         | Arroyo Kiowa                         | Platte Sur    | ?                                                  | 198           | 1890         |               | Colorado                                        | Nebraska/Iowa           | Curso Medio     |
| I     | —     | Río Little Nemaha                    | Río Little Nemaha                    | Río Little Nemaha                    | Río Little Nemaha                    | Misuri        | ?                                                  |               |              |               | Nebraska Iowa                                   | Nebraska/Iowa           | Curso Medio     |
| I     | —     | Río Big Nemaha                       | Río Big Nemaha                       | Río Big Nemaha                       | Río Big Nemaha                       | Misuri        | ?                                                  |               |              |               | Nebraska Iowa                                   | Nebraska/Iowa           | Curso Medio     |
| —     | D     | Río Nishnabotna-East Nishnabotna     | Río Nishnabotna-East Nishnabotna     | Río Nishnabotna-East Nishnabotna     | Río Nishnabotna-East Nishnabotna     | Misuri        | ?                                                  | 216           |              |               | Iowa Misuri                                     | Iowa/Misuri             | Curso Medio     |
| —     | D     | Río West Nishnabotna                 | Río West Nishnabotna                 | Río West Nishnabotna                 | Río West Nishnabotna                 | Misuri        | ?                                                  |               |              |               | Iowa- Misuri                                    | Iowa/Misuri             | Curso Medio     |
| I     | —     | Río Tarkio                           | Río Tarkio                           | Río Tarkio                           | Río Tarkio                           | Misuri        | ?                                                  | 225           | 1316         |               | Iowa                                            | Iowa/Misuri             | Curso Medio     |
| I     | —     | Río Nodaway-West Nodaway             | Río Nodaway-West Nodaway             | Río Nodaway-West Nodaway             | Río Nodaway-West Nodaway             | Misuri        | ?                                                  | 224,5         |              |               | Iowa Misuri                                     | Iowa/Misuri             | Curso Medio     |
| —     | —     |                                      | Río East Nodaway                     | Río East Nodaway                     | Río East Nodaway                     | Misuri        | ?                                                  | 117,2         |              |               | Iowa Misuri                                     | Iowa/Misuri             | Curso Medio     |
| I     | —     | Río Platte (Misuri)                  | Río Platte (Misuri)                  | Río Platte (Misuri)                  | Río Platte (Misuri)                  | Misuri        | ?                                                  | 320           |              |               | Iowa Misuri                                     | Kansas/Misuri           | Curso Medio     |
| —     | —     |                                      | Río One Hundred and Two              | Río One Hundred and Two              | Río One Hundred and Two              | Platte        | ?                                                  | 145           |              |               | Iowa Misuri                                     | Kansas/Misuri           | Curso Medio     |
| —     | D     | Río Kansas                           | Río Kansas                           | Río Kansas                           | Río Kansas                           | Misuri        | ?                                                  | 274           | 155 695      | 205           | Kansas                                          | Kansas/Misuri           | Pradera Central |
| —     | —     |                                      | Río Wakarusa                         | Río Wakarusa                         | Río Wakarusa                         | Kansas        | ?                                                  | 129,6         |              |               | Kansas                                          | Kansas/Misuri           | Pradera Central |
| —     | —     |                                      | Río Delaware (Kansas)                | Río Delaware (Kansas)                | Río Delaware (Kansas)                | Kansas        | ?                                                  | 151           | 2890         |               | Kansas                                          | Kansas/Misuri           | Pradera Central |
| —     | —     |                                      | Río Big Blue                         | Río Big Blue                         | Río Big Blue                         | Kansas        | ?                                                  | 578           |              | 28            | Kansas Nebraska                                 | Kansas/Misuri           | Pradera Central |
| —     | —     |                                      |                                      | Río Little Blue (Kansas/Nebraska)    | Río Little Blue (Kansas/Nebraska)    | Big Blue      | ?                                                  | 394           |              | 28            | Kansas Nebraska                                 | Kansas/Misuri           | Pradera Central |
| —     | —     |                                      | Río Republican                       | Río Republican                       | Río Republican                       | Kansas        | ?                                                  | 716           | 64 491       | 24            | Kansas Nebraska Colorado                        | Kansas/Misuri           | Pradera Central |
| —     | —     |                                      |                                      | Río Arikaree                         | Río Arikaree                         | Republican    | ?                                                  | 251           |              |               | Kansas Nebraska Colorado                        | Kansas/Misuri           | Pradera Central |
| —     | —     |                                      |                                      | Arroyo Red Willow                    | Arroyo Red Willow                    | Republican    | ?                                                  | 203           | 2028         |               | Nebraska                                        | Kansas/Misuri           | Pradera Central |
| —     | —     |                                      | Río South Fork Republican            | Río South Fork Republican            | Río South Fork Republican            | Kansas        | ?                                                  | 275           | 7195         | 24            | Kansas Nebraska Colorado                        | Kansas/Misuri           | Pradera Central |
| —     | —     |                                      | Río North Fork Republican            | Río North Fork Republican            | Río North Fork Republican            | Kansas        | ?                                                  | 275           | 7195         | 24            | Kansas Nebraska Colorado                        | Kansas/Misuri           | Pradera Central |
| —     | —     |                                      | Río Smoky Hill                       | Río Smoky Hill                       | Río Smoky Hill                       | Kansas        | ?                                                  | 901           | 49 883       | 44            | Kansas Colorado                                 | Kansas/Misuri           | Pradera Central |
| —     | —     |                                      |                                      | Río Solomon                          | Río Solomon                          | Smoky Hill    | ?                                                  | 296           | 17 703       |               | Kansas                                          | Kansas/Misuri           | Pradera Central |
| —     | —     |                                      |                                      |                                      | Río South Fork Solomon               | Solomon       | ?                                                  | 470           |              |               | Kansas                                          | Kansas/Misuri           | Pradera Central |
| —     | —     |                                      |                                      |                                      | Río North Fork Solomon               | Solomon       | ?                                                  | 351           |              |               | Kansas                                          | Kansas/Misuri           | Pradera Central |
| —     | —     |                                      |                                      | Río Saline (Kansas)                  | Río Saline (Kansas)                  | Smoky Hill    | ?                                                  | 639           |              |               | Kansas                                          | Kansas/Misuri           | Pradera Central |
| —     | —     |                                      |                                      | Río North Fork Smoky Hill            | Río North Fork Smoky Hill            | Smoky Hill    | ?                                                  | 314           | 1970         |               | Kansas Colorado                                 | Kansas/Misuri           | Pradera Central |
| —     | D     | Río Blue (Misuri)                    | Río Blue (Misuri)                    | Río Blue (Misuri)                    | Río Blue (Misuri)                    | Misuri        | ?                                                  | 64,1          |              |               | Kansas Misuri                                   | Misuri                  | Pradera Central |
| —     | D     | Río Little Blue (Misuri)             | Río Little Blue (Misuri)             | Río Little Blue (Misuri)             | Río Little Blue (Misuri)             | Misuri        | ?                                                  | 73,1          |              |               | Misuri                                          | Misuri                  | Pradera Central |
| I     | —     | Río Fishing                          | Río Fishing                          | Río Fishing                          | Río Fishing                          | Misuri        | ?                                                  | 62,8          |              |               | Misuri                                          | Misuri                  | Pradera Central |
| I     | —     | Río Crooked                          | Río Crooked                          | Río Crooked                          | Río Crooked                          | Misuri        | ?                                                  | 95            |              |               | Misuri                                          | Misuri                  | Pradera Central |
| I     | —     | Río Grand (Misuri)                   | Río Grand (Misuri)                   | Río Grand (Misuri)                   | Río Grand (Misuri)                   | Misuri        | ?                                                  | 364           | 20 000       |               | Misuri Iowa                                     | Misuri                  | Pradera Central |
| —     | —     |                                      | Arroyo Shoal (Misuri)                | Arroyo Shoal (Misuri)                | Arroyo Shoal (Misuri)                | Grand         | ?                                                  | 131,2         |              |               | Misuri Iowa                                     | Misuri                  | Pradera Central |
| —     | —     |                                      | Río Thompson (Misuri)                | Río Thompson (Misuri)                | Río Thompson (Misuri)                | Grand         | ?                                                  | 303           | 4800         | 30            | Misuri Iowa                                     | Misuri                  | Pradera Central |
| I     | —     | Río Chariton                         | Río Chariton                         | Río Chariton                         | Río Chariton                         | Misuri        | ?                                                  | 351           |              |               | Misuri Iowa                                     | Misuri                  | Pradera Central |
| —     | D     | Río Lamine                           | Río Lamine                           | Río Lamine                           | Río Lamine                           | Misuri        | ?                                                  | 115           |              |               | Misuri                                          | Misuri                  | Pradera Central |
| —     | —     |                                      | Río Blackwater (Misuri)              | Río Blackwater (Misuri)              | Río Blackwater (Misuri)              | Lamine        | ?                                                  | 127,6         |              |               | Misuri                                          | Misuri                  | Pradera Central |
| —     | D     | Río Osage                            | Río Osage                            | Río Osage                            | Río Osage                            | Misuri        | ?                                                  | 579           | 39 600       |               | Misuri                                          | Misuri                  | Pradera Central |
| —     | —     |                                      | Río Niangua                          | Río Niangua                          | Río Niangua                          | Osage         | ?                                                  | 201           |              |               | Misuri                                          | Misuri                  | Pradera Central |
| —     | —     |                                      |                                      | Río Little Niangua                   | Río Little Niangua                   | Niangua       | ?                                                  | 103,6         |              |               | Misuri                                          | Misuri                  | Pradera Central |
| —     | —     |                                      | Río South Grand                      | Río South Grand                      | Río South Grand                      | Osage         | ?                                                  |               |              |               | Misuri                                          | Misuri                  | Pradera Central |
| —     | —     |                                      | Río Pomme de Terre                   | Río Pomme de Terre                   | Río Pomme de Terre                   | Osage         | ?                                                  | 210           |              |               | Misuri                                          | Misuri                  | Pradera Central |
| —     | —     |                                      | Río Sac                              | Río Sac                              | Río Sac                              | Osage         | ?                                                  | 190           |              |               | Misuri                                          | Misuri                  | Pradera Central |
| —     | —     |                                      | Río Marais des Cygnes                | Río Marais des Cygnes                | Río Marais des Cygnes                | Osage         | ?                                                  | 349           |              |               | Misuri Kansas                                   | Misuri                  | Pradera Central |
| —     | —     |                                      | Río Little Osage                     | Río Little Osage                     | Río Little Osage                     | Osage         | ?                                                  | 142           |              |               | Misuri Kansas                                   | Misuri                  | Pradera Central |
| —     | —     |                                      |                                      | Río Marmaton                         | Río Marmaton                         | Little Osage  | ?                                                  | 164           |              |               | Misuri Kansas                                   | Misuri                  | Pradera Central |
| —     | D     | Río Gasconade                        | Río Gasconade                        | Río Gasconade                        | Río Gasconade                        | Misuri        | ?                                                  | 450           |              |               | Misuri                                          | Misuri                  | Pradera Central |
| —     | —     |                                      | Río Big Piney                        | Río Big Piney                        | Río Big Piney                        | Gasconade     | ?                                                  | 180           |              |               | Misuri                                          | Misuri                  | Pradera Central |